# Dynastie Zhou de l'Ouest
Vous lisez un « bon article » labellisé en 2012.
Sauf précision contraire, les dates de cet article sont sous-entendues « avant l'ère commune » (AEC), c'est-à-dire « avant Jésus-Christ ».

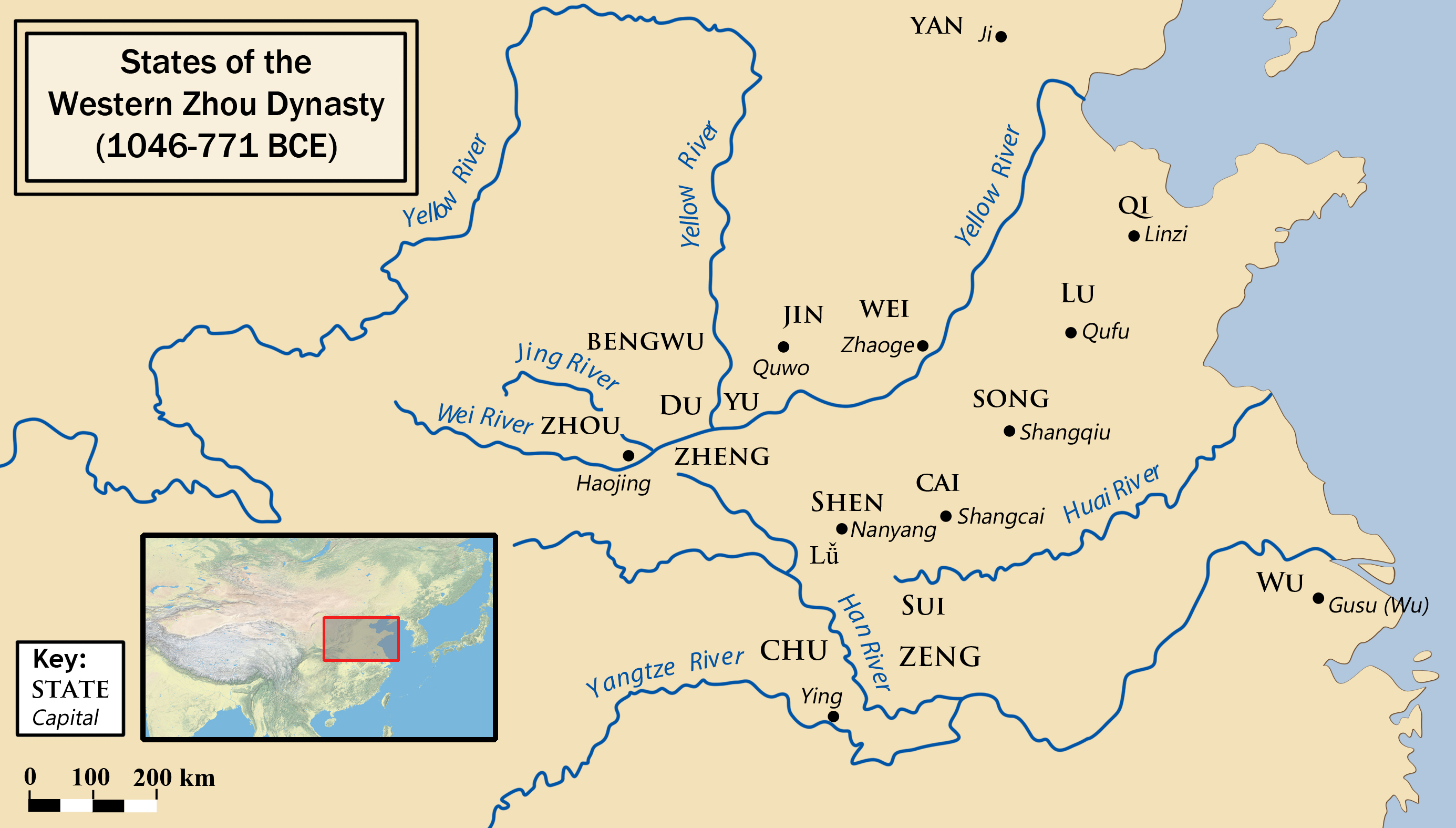
États Zhou occidentaux

La dynastie Zhou de l'Ouest (ou Zhou occidentaux, pinyin : xī zhōu) est une phase de l'histoire chinoise qui va d'environ 1046 à 771 av. J.-C. Elle doit son nom à la dynastie qui exerce alors la domination sur une vaste partie de la Chine, la dynastie Zhou, et au fait que celle-ci est alors établie dans des régions occidentales. Lui succède la période de la dynastie Zhou orientale (东周 / 東周, dōng zhōu, 771 — 256 av. J.-C.), qui voit un déplacement de la capitale des Zhou à l'est, à Luoyi et un affaiblissement de la dynastie qui n'exerce plus de domination effective sur les pays chinois.
Après la conquête de la partie nord de la plaine centrale sur la dynastie Shang au milieu du XIe siècle av. J.-C., les rois Zhou y ont installé des lignages issus du clan royal ainsi que des clans alliés dans le but d'en assurer le contrôle, tandis qu'ils dirigeaient le pays depuis leur domaine occidental situé dans la vallée de la Wei. Ils dominèrent une vaste partie de la Chine du Nord, qui fut relativement unifiée culturellement dans les cercles des élites, comme l'attestent les trouvailles archéologiques réparties sur les sites de la période. Cela est en particulier visible dans les vases en bronze rituels très prisés par les potentats locaux, dont les inscriptions sont une source essentielle pour la compréhension de la période. Avec le temps, les « principautés » vassales des rois Zhou gagnèrent en autonomie et en puissance. L'autorité de la dynastie Zhou s'affaiblit peu à peu, jusqu'à ne plus être que symbolique au moment de leur migration vers l'Est dans la première moitié du VIIIe siècle av. J.-C., qui marque le début de la période des Printemps et Automnes.
Le déclin politique des Zhou de l'Ouest s'accompagna de la construction d'une idéologie politique glorifiant les fondateurs de la dynastie dont le règne aurait été un âge d'or, en mettant l'emphase sur leur lien privilégié avec le « Ciel », la divinité suprême. Ce prestige devait rejaillir sur leurs descendants. Cette construction idéologique s'accompagna d'innovations rituelles et de la constitution de textes qui servirent de référence dans la civilisation chinoise antique et médiévale qui les canonisa.

## Sources
Par rapport à la période de la dynastie Shang qui la précède, celle des Zhou occidentaux offre une documentation plus variée, en particulier du point de vue écrit. Certains textes rédigés alors ont été transmis plus ou moins modifiés dans des textes considérés comme des classiques de la littérature chinoise antique. Cette époque a également vu la rédaction de nombreuses inscriptions sur des vases en bronze qui ont été mises au jour par centaines dans des tombes. Les fouilles archéologiques ont en effet fait grandement progresser la compréhension de cette période grâce à l'exhumation de nombreuses sépultures, même si les habitats restent très peu documentés. Finalement, comme souvent pour les périodes antiques c'est le monde des élites qui a le mieux persisté du point de vue documentaire, laissant inaccessible la majeure partie de la population.

### Les « classiques »

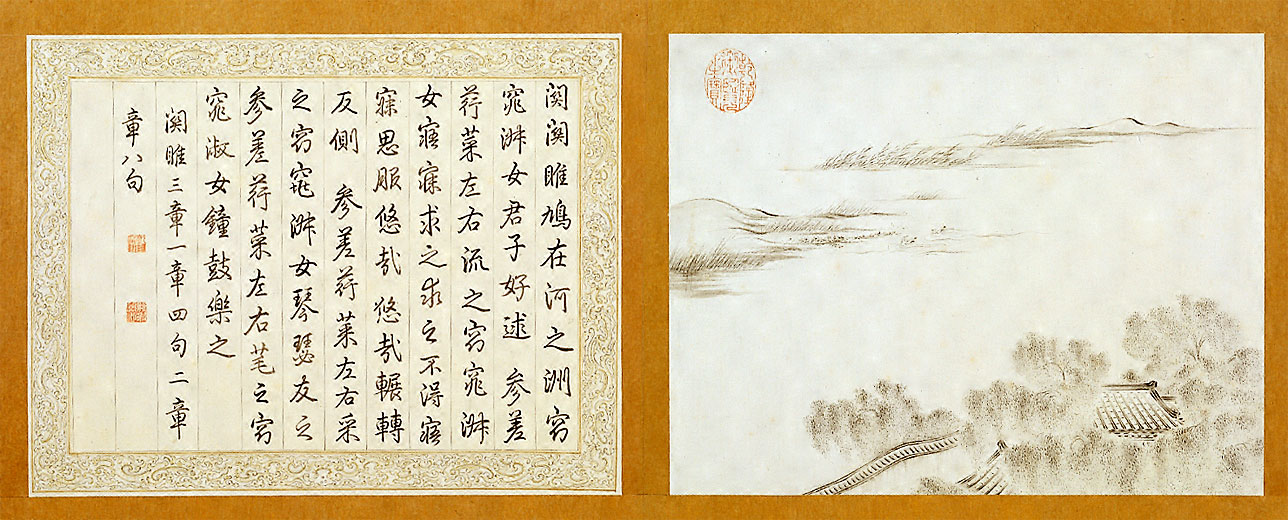
Version illustrée du Livre des Odes datant de la dynastie Qing (XVIII).

La littérature officielle de la Chine impériale « canonisa » à partir de la période Han un ensemble de textes, appelés « Classiques », devenus des objets d’études privilégiés lors des examens impériaux. Parmi eux, ceux faisant référence à la cour des Zhou occidentaux, vue comme un âge d’or par la tradition confucéenne, occupent une grande place. Seuls trois de ceux-ci comprennent aux yeux des historiens modernes des passages qui peuvent être véritablement datés de la période des Zhou de l'Ouest :
- le Livre des documents (Shujing) ou Classique des documents (Shangshu) est constitué de discours, discussions ou décisions qui auraient été prononcés par des rois ou des ministres dont une bonne partie vécut durant la période des Zhou de l'Ouest, parmi lesquels se trouvent le roi Cheng et ses ministres les ducs de Zhou et de Shao. Certains des chapitres sont jugés fiables pour reconstituer l'histoire politique et institutionnelle de cette période[2],[3] ;
- le Livre des Odes (Shijing) est une collection de 305 poèmes provenant de différents royaumes antiques, certains étant attribués des personnages de la cour des Zhou de l'Ouest (comme le général Yin Jifu) ; certains poèmes (ceux des Odes majeures et mineures, Daya et Xiaoya) pourraient effectivement remonter à la période des Zhou occidentaux, tandis que d'autres (notamment les Chants des pays, Guofeng) dateraient plutôt des débuts de la période des Zhou orientaux[4],[3] ;
- le Livre des mutations (Yijing) ou Mutations de Zhou (Zhou Yi), manuel de divination par les branches d’achillée dont la rédaction est attribuée au roi Wen et au duc de Zhou, fut peut-être compilé une première fois vers la fin des Zhou de l'Ouest et les débuts des Zhou de l'Est, mais l'ouvrage a été profondément remanié jusqu'à l'époque des Royaumes combattants et celle des Han[5],[3].

Seule une partie de ces ouvrages est donc exploitable pour approcher la période des Zhou occidentaux. Quant aux ouvrages du Classique des rites qui prétendent comporter des descriptions de rituels des Zhou de l'Ouest, les Rites et cérémonies (Yili), Rites de Zhou (Zhouli) et Livre des rites (Lijing), ils datent de la fin de la période des Royaumes combattants et des débuts de l'époque impériale et ne reposent que de loin sur des traditions antérieures. Ils sont donc d'un secours très limité pour reconstituer la religion des Zhou de l'Ouest.

### L'historiographie chinoise
L'histoire des Zhou de l'Ouest est rapportée dans plusieurs ouvrages écrits à partir de la fin de l'époque pré-impériale ou au début de l'époque impériale, reposant en partie sur des témoignages antérieurs, qui peuvent donc leur conférer une certaine fiabilité. Cette dynastie ayant fait l'objet d'une idéalisation, en particulier chez des confucianistes comme Mencius, leurs descriptions de traditions de cette période sont douteuses. En revanche deux chroniques historiques sont très utiles pour reconstituer la trame de la période : les Mémoires historiques (Shiji) de Sima Qian (145-86), historien de la cour des Han, l'ouvrage majeur de l'historiographie chinoise antique, ; et les Annales de Bambou (Zhushu jinian), annales du royaume de Wei retrouvées dans une tombe en 279 de notre ère, et datées des débuts du IIIe siècle,.

### Les fouilles archéologiques
Depuis le début du XXe siècle et surtout sa seconde partie, l'archéologie connut un essor remarquable en Chine, permettant la mise au jour de milliers de sites sur tout son territoire. La période des Zhou de l'Ouest est très bien représentée dans le corpus de sites connus, qui sont essentiellement des tombes, celles ayant livré du matériel archéologique important relevant du monde des élites de la période. Il s'agit avant tout d'objets rituels en bronze (vases et cloches), de poteries, d’objets en jade. Ce sont ces apports documentaires essentiels qui permirent aux connaissances sur cette période de progresser rapidement depuis la fin du XXe siècle. Les fouilles de sites urbains sont plus limitées : quelques bâtiments résidentiels, des ateliers artisanaux.

### Inscriptions sur bronze et essor de l'écrit

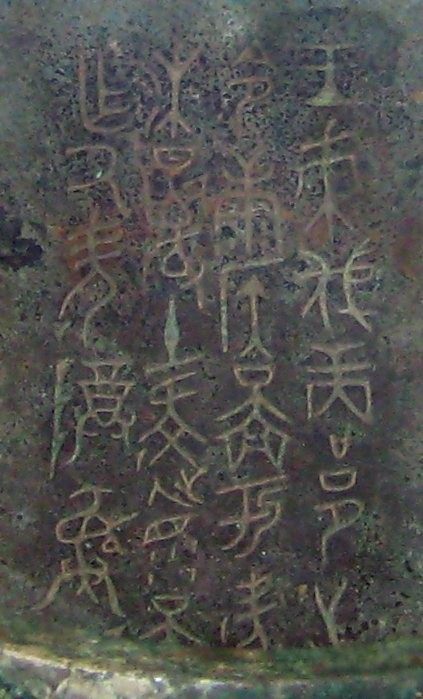
Inscription courte sur le vase gui du marquis Kang,, British Museum.

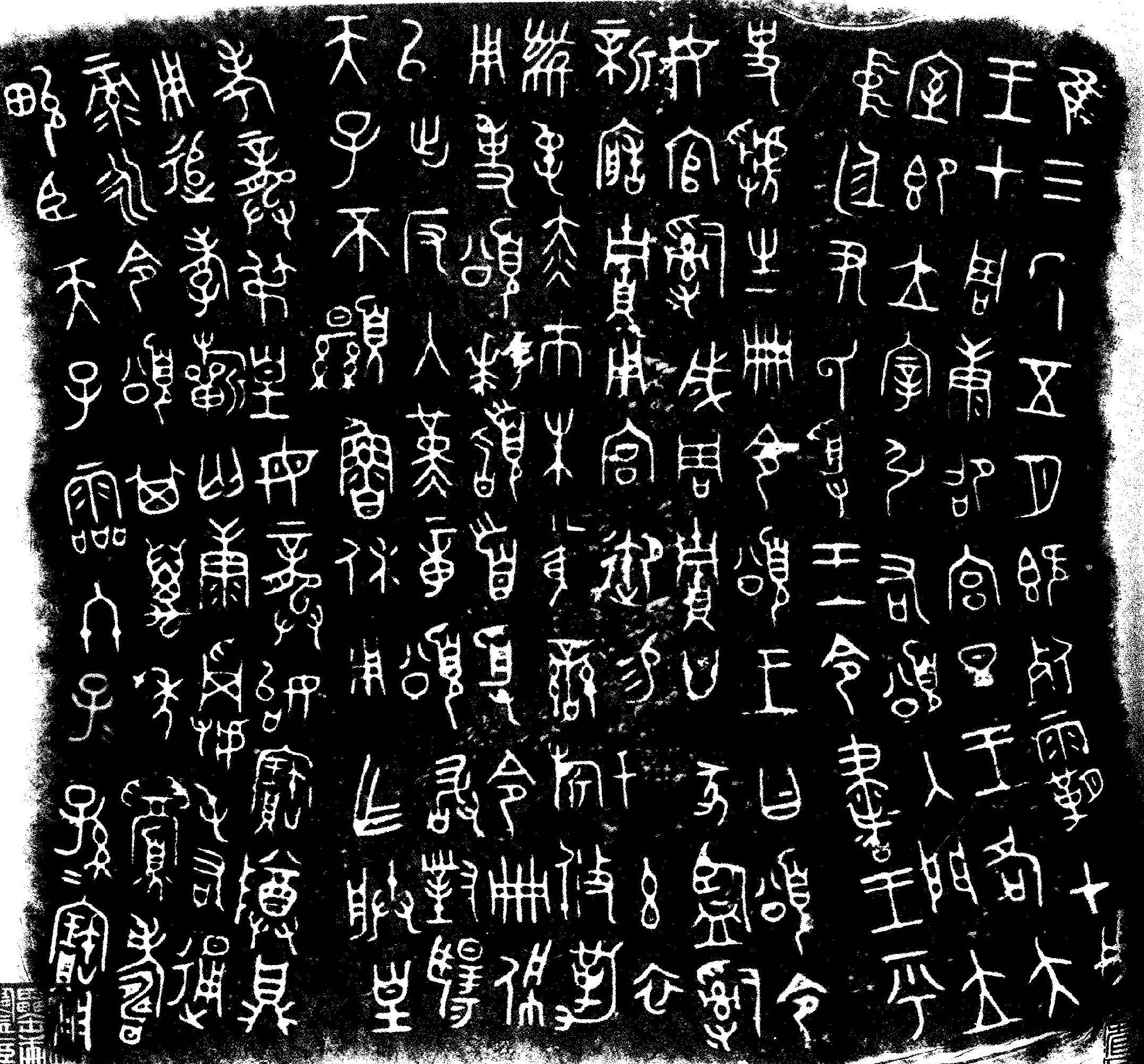
Copie d'une inscription sur bronze d'un vase rituel ding, rapportant la nomination d'un intendant des greniers royaux de Chengzhou, c. 825 av. J.-C.

Les apports les plus importants de l'archéologie pour la connaissance de la période sont les vases rituels en bronze, documents qui fournissent des informations sur de nombreux aspects de cette période, en particulier parce que certains d’entre eux comportent des inscriptions (jinwen, « inscriptions sur bronze »). Ce type d'inscriptions apparaît à la fin de l'époque Shang et se développe sous les Zhou de l'Ouest : elles sont peu à peu plus nombreuses et plus longues. Elles ont pour but de commémorer un fait lié à la personne ayant fait réaliser l'objet. Les plus anciennes évoquent les ancêtres vénérés au cours des rituels pour lesquels les objets furent réalisés, puis par la suite elles deviennent plus disertes sur les donateurs, fournissant des informations diverses, notamment quand elles commémorent des nominations à des postes civils ou militaires, des victoires au cours d'une guerre, ou durant un procès. Elles sont donc très utiles pour connaître l'histoire religieuse, administrative et événementielle.
Ces inscriptions témoignent aussi des progrès de l'écriture depuis son apparition à l'époque des Shang, même si les inscriptions sur os et écailles (jiaguwen) caractéristiques de cette dernière disparaissent après les premiers rois Zhou. La période des Zhou occidentaux est décisive pour l'essor de l'écriture en Chine. Celle-ci se propage sur une aire géographique très vaste alors qu'elle n'est surtout connue que sur un site, la capitale Anyang, pour la période précédente. Elle est utilisée sur plus de supports, pour des textes à but officiel et mémoriel de plus en plus longs, plus poétiques et solennels, mais aussi de plus en plus codifiés et standardisés. Il ne s'agit sans doute que d'une partie limitée des textes effectivement produits par les scribes de cette période, les autres ayant été couchés sur des supports périssables qui ont disparu depuis (lamelles de bambou ou bois ?). La société des élites des Zhou de l'Ouest devient donc de plus en plus lettrée. 

## Histoire
La reconstitution de l'histoire de la période des Zhou occidentaux est problématique en raison du poids des sources tardives, qui retiennent avant tout les tendances principales et quelques faits marquants, surtout pour leur valeur exemplaire, montrer les bons ou les mauvais côtés des rois Zhou. Les inscriptions en bronze décrivent rarement des événements politiques, mais peuvent apporter des éclairages appréciables confirmant ou infirmant la tradition historiographique. Il en ressort donc un tableau très incomplet de l'histoire de cette période : l'ordre dynastique est à peu près assuré, certains événements principaux également, mais bien d'autres sont sujets à caution, tandis qu'une large partie des faits politiques nous échappent.
L'histoire de la période des Zhou occidentaux est couramment divisée en trois parties :
- la première période (phase ancienne, c. 1045-957), qui couvre en gros le premier siècle de la domination Zhou, est celle durant laquelle le pouvoir de la dynastie est le plus fort et les bases de l'organisation politique sont posées ;
- la phase suivante (phase moyenne, c. 956-858), assez mal connue, est marquée par l'arrêt de l'expansion du royaume, une réorganisation politique avec un renforcement de l'appareil bureaucratique et également des évolutions rituelles et artistiques ;
- la dernière période (phase récente, c. 857-771) est celle du déclin définitif des rois Zhou face aux principautés et aux menaces extérieures[13].

### Origines et prise du pouvoir : les règnes fondateurs
Au moment de leur prise de pouvoir au milieu du XIe siècle, les Zhou sont établis dans la vallée de la rivière Wei, plus précisément dans la « Plaine de Zhou » (aujourd'hui le xian de Qishan dans le Shaanxi). Leurs origines sont mal établies et débattues. La légende en fait les descendants du « Seigneur Millet » (Houji ou Qi), né de la fécondation d'une femme par le grand dieu Di, avant de passer au service de l'empereur légendaire Yao. Les historiens et archéologues débattent sur deux origines possibles de cette dynastie : soit elle serait indigène à la vallée de la Wei, et proviendrait alors d'un milieu « barbare » par rapport à la Plaine centrale ; soit elle aurait des origines orientales, peut-être à chercher vers la vallée de la Fen, et aurait migré dans la vallée de la Wei vers la fin de la période Shang, pour y établir sa base territoriale.
Selon les récits de la tradition historiographique chinoise, le premier artisan de la victoire des Zhou sur les Shang est Chang, celui qui est passé à la postérité comme le roi Wen des Zhou. Il agrandit le territoire des Zhou en battant plusieurs pays voisins. À sa mort, son fils le roi Wu aurait réuni une armée de grands seigneurs et mené une première campagne d'intimidation vers les pays Shang, puis une seconde qui se termine à la bataille de Muye où le roi Zhou Xin des Shang est vaincu et se suicide. Le domaine des Shang n'aurait cependant pas été annexé mais donné au fils de Zhou Xin, Wu Geng, surveillé par des frères de Wu.
Le dernier acte de la conquête a lieu à la mort de Wu, qui survient peu après la défaite des Shang. Son fils et successeur, le roi Cheng, se retrouve vite sous la tutelle de son oncle, le duc de Zhou, au prétexte qu'il est trop jeune pour régner seul. Les frères de Wu qui sont établis dans le pays Shang s'allient au roi de ce dernier ainsi qu'à des peuples de l'Est, contre ce qu'ils perçoivent comme une usurpation. Le duc de Zhou reçoit de son côté l'appui d'un autre de ses frères, le duc de Shao, et du roi Cheng. La guerre qui s'ensuit se solde par leur victoire et la fin définitive du royaume Shang, les vainqueurs poussant même plus loin vers l'est, sans doute jusqu'à la mer.

### Stabilisation et expansion : l’apogée de la dynastie
Les règnes de Cheng et de son successeur Kang voient le pouvoir des Zhou se stabiliser, sur des bases définies par le duc de Zhou, le duc de Shao et le roi Cheng. Ils créent plusieurs territoires dépendants confiés à des membres de la lignée royale et leurs alliés. Le duc de Zhou s'installe à Chengzhou (l'actuelle Luoyi), qui devient la capitale orientale du royaume, pour contrôler plus directement la vallée du fleuve Jaune. C'est de cette époque que dateraient les débuts de plusieurs des futures grandes principautés de l'Antiquité chinoise comme Jin, Wey, Qi et Yan, tandis que les descendants des Shang sont installés à Song. Les rois Zhou placent donc des vassaux sur une grande partie de la Plaine centrale. Si on suit la tradition postérieure, il semble que le duc de Zhou se soit retiré des affaires politiques à la suite de dissensions avec le duc de Shao et le roi Cheng sur la nature du pouvoir à mettre en place.

### Premiers revers et réorganisation
Le roi Zhao succède à Kang vers 977/5, et lance des expéditions vers le sud en direction du cours moyen du Yangzi, notamment contre le pays de Chu, qui est amené à jouer un grand rôle dans l'histoire antique de la Chine. Il y subit une lourde défaite et y trouve la mort. Cet événement est un tournant dans l'histoire de la dynastie.
Son successeur Mu (956-918) doit prendre acte du recul de la puissance de son royaume, alors que ses « vassaux », désormais bien établis dans leurs territoires, sont en mesure de gagner en force. Il aurait fait face à une attaque lancée par un peuple de l'Est, les Huaiyi, qui auraient poussé jusqu'à Chengzhou. Cela se traduit par la perte de territoires orientaux, ainsi qu'un recentrage du royaume sur ses régions centrales avec une politique militaire de nature défensive et non plus offensive, bien que Mu ait probablement quand même lancé avec succès une expédition contre les Quanrong/Xianyun, barbares vivant à l'ouest. Mu et son successeur Gong (917/15-900) procèdent à plusieurs réformes militaires et administratives accompagnant les nouvelles réalités de leur puissance.
Les premières décennies du IXe siècle, correspondant aux règnes de Yih (899/97-873), Xiao (872-866) et Yi (865-858), sont très mal documentées en ce qui concerne les événements militaires. On peut néanmoins mettre en avant plusieurs tendances reflétant un début de reflux de la puissance du royaume Zhou. D'abord une perte de contrôle sur plusieurs des vassaux les plus puissants, notamment dans les régions orientales à la suite des revers subis précédemment. Le roi Yi lance ainsi une attaque contre Qi. Il semble également que les troubles internes soient survenus jusqu'à la cour royale, et certaines successions se font difficilement. Enfin, les menaces extérieures se font plus fortes, notamment celle du Chu qui soutient la rébellion de E, un vassal des Zhou, que les troupes du roi Yi réussissent à contenir péniblement, et celle des Quanrong contre qui une expédition est conduite.
Cette période médiane de la dynastie des Zhou occidentaux est de plus en plus vue comme une phase de transition. C'est de cette époque que l'on date la « révolution rituelle » ou « réforme rituelle » qui affecte le matériel cultuel et sans doute aussi les rituels. Ces changements visibles dans la culture matérielle reflètent sans doute aussi des évolutions politiques et sociales, notamment visant à marquer plus le rang et le statut de l'aristocratie, ainsi que la volonté du pouvoir royal de plus les contrôler de façon à préserver leur pouvoir symbolique alors que leur autorité politique s'affaiblit. Ces évolutions ont en tout cas pour effet d'éliminer les traditions artistiques et rituelles héritées des Shang pour créer de nouvelles formes proprement Zhou.

### Le lent affaiblissement de la dynastie Zhou
Vers 857, le roi Li succède à Yi. Il est passé à la postérité comme un roi faible et mauvais. Il doit faire face à une crise bien plus grave que celles qui avaient touché ses prédécesseurs : le marquis de E se révolte à nouveau, alors que les peuples de l'Est, Huaiyi et Dongyi, lancent une offensive sur les pays Zhou. Ces années de crise sont également marquées par une offensive des Quanrong à l'ouest, menaçant directement le domaine royal. Les troubles à la capitale conduisent à une révolte qui pousse Li à l'exil. La régence aurait alors été assurée par He le chef du lignage Gong, comme dit dans les Annales de Bambou dont la version est corroborée par les inscriptions sur bronze de l'époque. Selon les Mémoires historiques de Sima Qian, ce sont les ducs de Zhou et de Shao (donc les descendants des deux ducs qui ont participé à la fondation de la dynastie) qui auraient assumé cette tâche ; il semblerait qu'ils aient au mieux appuyé le retour au pouvoir du successeur du roi Li, le roi Xuan.
Le long règne de Xuan (827/25-782) débute par une relative restauration du pouvoir Zhou. Il réussit notamment à contenir les barbares occidentaux dont les raids menacent régulièrement le domaine royal depuis le règne de Li. Il envoie contre eux les troupes de Qin, et surtout le général Yin Jifu (aussi appelé Xi Jia) qui remporte une victoire. Mais jamais ne vient le succès qui aurait permis d'écarter définitivement la menace des Quanrong. Des campagnes sont aussi menées pour rétablir la puissance Zhou au sud et à l’est, en particulier contre les Huaiyi, conflits dans lesquels s'illustre le duc Hu de Shao. Mais en dépit d'efforts diplomatiques, Xuan s'avère incapable de faire entendre ses volontés dans les conflits internes de certains de ses puissants vassaux (Wey, Lu et Qi). Le rétablissement du pouvoir de la dynastie Zhou est donc largement incomplet, en dépit de succès initiaux. Les dernières années du règne de Xuan semblent voir plusieurs défaites contre des peuples du Sud.

### Le déclin définitif et l'exil oriental

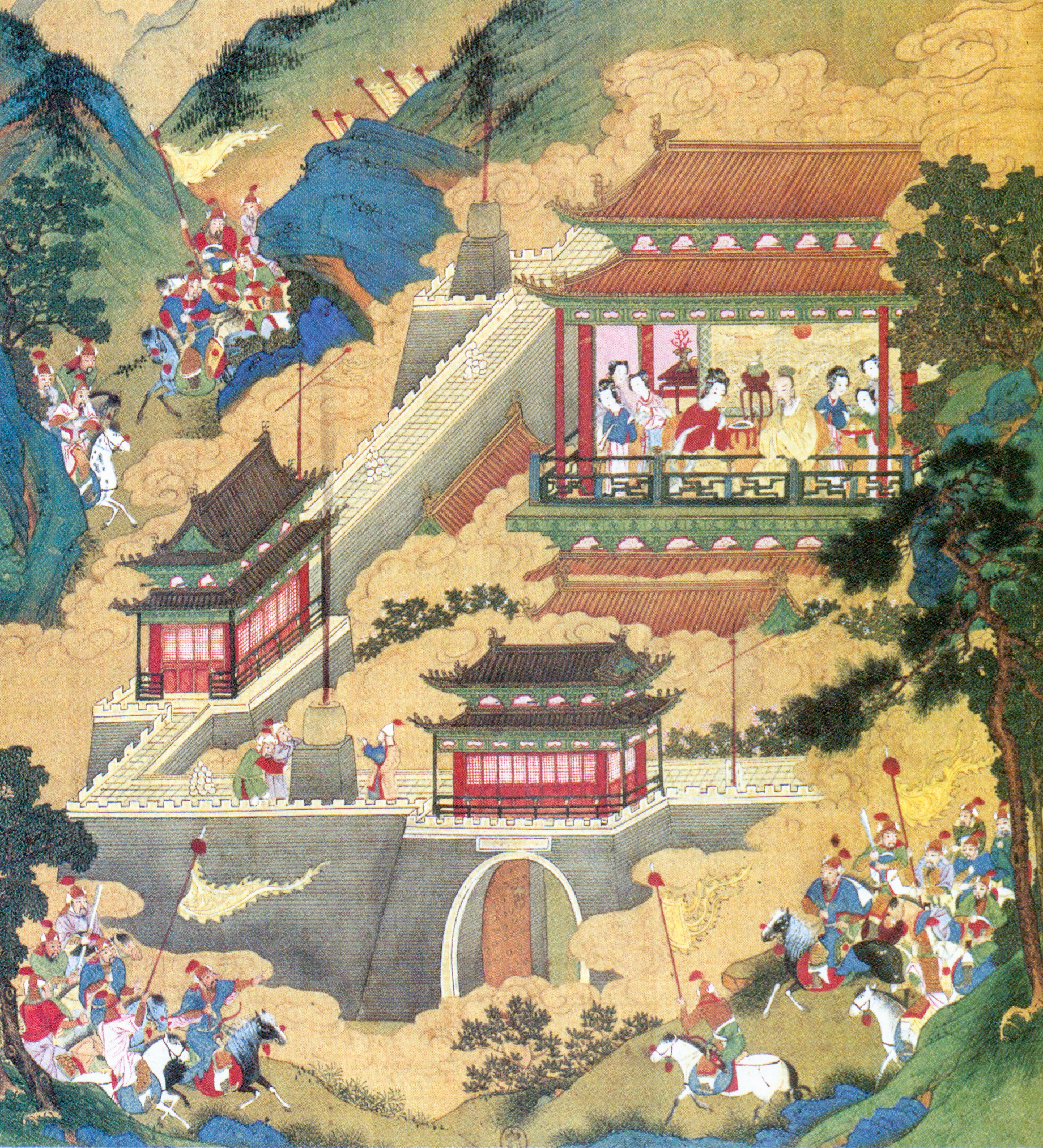
Le roi You fait sonner l'alarme pour faire rire Bao Si (illustration du XVIIe siècle).

Le roi You (781-771) est passé à la postérité comme le symbole du fait que les Zhou avaient perdu la vertu nécessaire à l'exercice du pouvoir, notamment en raison de l'amour insensé qu'il portait à sa favorite Bao Si. Un tremblement de terre provoquant l'assèchement des rivières du centre du royaume et l'effondrement d'une montagne, ainsi que des éclipses de soleil et de lune survenant au début de son règne auraient marqué d'un sceau funeste le destin de ce monarque. Plus prosaïquement, il s'avère que l'incapacité des rois Zhou à garder le contrôle de leurs vassaux et à contenir les barbares de l'Ouest provoqua la chute de You. Les récits traditionnels rapportent que sa capitale tombe en 771 sous les coups des Quanrong (sans doute identiques aux Xianyun qui ont attaqué son père), alliés au comte de Shen, un des grands généraux auparavant au service de You.
Cet événement ne marque cependant pas la fin de la dynastie Zhou : plusieurs seigneurs organisent la migration de celle-ci vers l'est autour du roi Ping (770-720) qui s'installe à Chengzhou. C'est le début de la période des « Zhou de l'Est ». Ping et son successeur Huan (719-697) peuvent encore moins que leur prédécesseur se faire entendre de leurs « vassaux », et doivent abandonner leurs espoirs d'exercer une quelconque autorité politique sur les grandes principautés, qui continuent cependant à reconnaître leur autorité symbolique.

## Organisation politique de la Chine des Zhou de l'Ouest
Les rois de la première partie de la période des Zhou de l'Ouest ont mis en place une organisation politique visant à assurer leur contrôle sur la Plaine centrale après sa difficile conquête, tout en continuant à disposer de leur centre politique dans la vallée de la Wei. Reprenant les bases posées par les rois Shang, ils ont élaboré un système dans lequel le roi domine depuis son domaine un ensemble de principautés vassales concédées à des lignages souvent issus du clan royal (portant le nom Ji), qui reste longtemps l'élément d'unité fondamental du royaume. Avec le temps, les évolutions propres au domaine royal, qui se fragmente sous l'effet de donations successives, et celles des principautés dont l'ancrage territorial entraîne peu à peu une plus grande autonomie, bouleversent le rapport de force entre les deux. Les derniers rois des Zhou de l'Ouest, en dépit d'une administration plus structurée et d'une autorité symbolique toujours forte, deviennent dépendants militairement et politiquement des grands seigneurs.

### Le roi et le centre du pouvoir Zhou

#### Le « Mandat céleste »
Un des principaux legs des rois Zhou à la tradition politique chinoise est le principe de légitimité dynastique reposant sur le « Mandat du Ciel » (Tian ming) : le Ciel (Tian), divinité suprême des Zhou, choisit ceux qui dirigent le royaume en fonction de leurs qualités morales. Les derniers rois Shang auraient eu une conduite indigne de leur rang, et le Ciel aurait élu les rois Wen et Wu pour les remplacer en raison de leurs qualités. Cela explique pourquoi les rois, normalement désignés par le terme wang déjà attesté sous les Shang, viennent à porter le titre de « Fils du Ciel » (Tianzi), que reprennent par la suite les empereurs chinois, et qui a un caractère religieux. Le « Mandat du Ciel » est assuré par la grande vertu des premiers fondateurs de la dynastie, et leurs successeurs héritent donc du pouvoir suprême. Cela leur donne des prérogatives religieuses, notamment le droit de sacrifier au Ciel. Du point de vue militaire, le roi dirige ses subordonnés et leurs troupes, et peut leur déléguer la direction des opérations militaires. Cette délégation se retrouve aussi dans les attributions de territoires à ces mêmes personnages,.
Cette conception politique semble être une innovation des Zhou, car rien dans les documents de la période Shang ne paraît indiquer qu'ils ont une telle vision du pouvoir (d'autant plus qu'ils ne vénèrent pas le Ciel). Selon le Livre des documents, elle aurait été présente chez Wen et Wu. Elle semble liée à la victoire contre les Shang, qui aurait pris l'aspect d'un conflit idéologique, puis aurait fait l'objet d'une formulation par le « triumvirat » formé par le roi Cheng et les ducs de Zhou et de Shao. Ces deux derniers auraient alors débattu pour savoir si le Mandat concernait le roi seul ou bien s'il concernait aussi ses ministres qui joueraient un rôle crucial dans la vertu dynastique par leur mérite. Cette dernière conception, défendue par le duc de Zhou, aurait perdu, entraînant le départ de son défenseur. L'authenticité de ces discussions n'est pas assurée, car elles semblent plutôt renvoyer à des réflexions similaires qui ont eu lieu durant des périodes plus tardives de l'histoire chinoise (en particulier sous les Royaumes combattants). Les inscriptions sur bronze semblent indiquer que l'idéologie du Mandat du Ciel se fixe progressivement, parallèlement à d'autres évolutions religieuses, notamment quand le pouvoir politique des rois Zhou décline et qu'il est donc ouvert à des critiques retournant la théorie du Mandat céleste contre eux. Ceux-ci ressentent alors le besoin d'affirmer le prestige de leur dynastie, en particulier par le biais de la glorification des deux rois fondateurs, Wen et Wu, qui passent à la postérité comme les archétypes du pouvoir civil (wen) et militaire (wu). Parallèlement, les documents officiels comme le Livre des Odes font des rois Zhou les descendants du légendaire Seigneur Millet (Houji), divinité liée à l'agriculture. Les souverains de cette dynastie revendiquent par ces ascendances une autorité symbolique et religieuse sans égale.

#### Les institutions centrales
L'administration centrale des rois Zhou apparaît dans des textes « classiques » ainsi que des inscriptions sur bronze. Elle connaît une réorganisation à partir du règne de Mu, qui se traduit par la complexification de l'appareil bureaucratique et sa professionnalisation. L'administration de la première partie de la dynastie aurait reposé de façon privilégiée sur les liens personnels entre le roi et les grands seigneurs, comme c'était déjà le cas sous les Shang (cet aspect restant de toute manière important sous les Zhou) et la bureaucratie serait restée rudimentaire. Quoi qu'il en soit, le roi Zhou des périodes moyenne et récente est assisté par trois hauts dignitaires : le « directeur des terres » (situ) pour la gestion des terres et des paysans, le « directeur des chevaux » (sima) pour les affaires militaires, et le « directeur des travaux » (sigong) chargé des diverses constructions (palais, temples, murs). Ces trois entités forment les Ministères (qingshiliao). Au fil du temps, les organes du gouvernement se complexifièrent. Un Secrétariat apparaît auprès des Ministères, dirigé par un Grand Scribe (dashi) ayant sous sa direction de nombreux scribes spécialisés dans différents domaines, chargés de la rédaction des actes officiels. L'administration de la Maison royale se développe également sous la houlette d'intendants (zai). Les hautes fonctions sont confiées à des membres des principales familles, en premier lieu celles issues du lignage royal des Ji. Les descendants du duc de Zhou et du duc de Shao ont généralement un rapport privilégié avec le souverain. Un conseil restreint composé de cinq à six de ces hauts personnages assiste le monarque dans sa prise de décisions et peut statuer sur des affaires judiciaires de premier ordre.

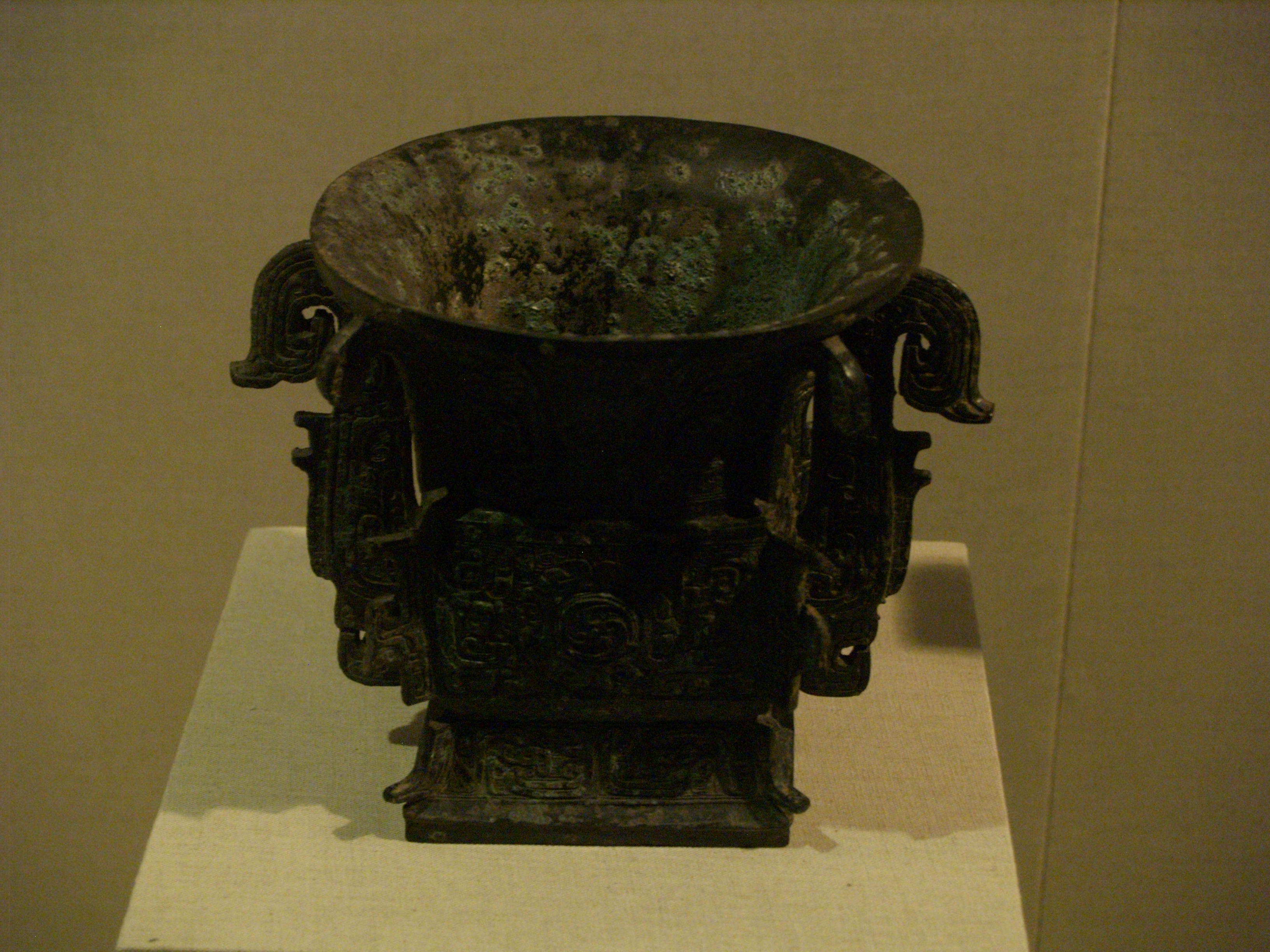
Vase fangzun de Li comportant une inscription de nomination au commandement des armées Zhou, sans doute daté du règne du roi Mu (956-918 av. J.-C.). Musée d'Histoire du Shaanxi.

Quant à l'organisation militaire du royaume Zhou, elle prend en compte la division du royaume en deux entités, occidentale et orientale. Les capitales de la vallée de la Wei sont l'état-major des « Six armées de l'Ouest », tandis que la capitale orientale Luoyi/Chengzhou dirige les « Huit armées de Chengzhou ». Ces armées disposent de leur propre administration, gérant des domaines devant subvenir à leurs besoins. Le roi assigne le commandement de ses troupes à des personnes choisies parmi les grands lignages, comme l'attestent par exemple les inscriptions des vases fangyi et fangzun de Li dans lesquelles l'un de ces personnages est nommé au commandement de toutes les armées par le roi (probablement Mu).

#### Les capitales et le domaine royal

Localisation des capitales de la dynastie Zhou.

Le roi Zhou dispose d'un territoire qu'il administre directement, le domaine royal (wangji). Son centre se situe dans la vallée de la Wei, dans l'actuel Shaanxi central, qui est la base territoriale à partir de laquelle les Zhou ont organisé leur domination sur les régions voisines. Ils y disposent de deux capitales, Feng et Hao, situées face à face de part et d'autre de la rivière Feng (un affluent de la Wei), à 12 kilomètres au sud-est de la ville actuelle de Xi'an. Jusqu'à présent, les fouilles archéologiques n'y ont pas dégagé d'agglomération urbaine de cette période, sans doute en raison des nombreuses constructions qui eurent lieu dans cette région où furent par la suite établies les capitales de plusieurs dynasties impériales (Xianyang des Qin, Chang'an des Han et des Tang). Mais elles ont mis au jour les traces d'un complexe monumental sur le site de Mawangcun, et surtout des centaines de tombes aristocratiques ayant livré un riche matériel funéraire, notamment des bronzes inscrits, ne laissant pas de doute sur le statut politique majeur de la région sous les Zhou occidentaux. La partie la mieux connue du domaine central des Zhou est la « Plaine de Zhou » (Zhouyuan), située au nord de la Wei, au pied du mont Qishan. Selon la tradition, c'est dans ce lieu (plus précisément le site de Qiyi) que se seraient établis les Zhou sous la direction de Danfu, le grand-père du roi Wu après leur migration depuis l'est. C'est en tout cas un centre administratif et cultuel majeur sous les Zhou de l'Ouest. On y a dégagé des palais à Fengchu et Shaochen. Le premier, plus vaste, est bâti sur une terrasse et organisé autour d'une cour centrale entourée de bâtiments, le tout isolé de l'extérieur par une enceinte, suivant des principes caractéristiques de l'architecture de la Chine du Nord aux périodes postérieures. De nombreuses tombes ont été dégagées dans la région, le groupe le plus impressionnant ayant été découvert en 2004 à Zhougongmiao, et pouvant comprendre notamment la tombe du duc de Zhou. Les nombreuses inscriptions sur bronze et sur os provenant de la Plaine de Zhou indiquent que d'importantes activités rituelles et administratives de la cour Zhou y avaient lieu,.
Le domaine royal de la vallée de la Wei est excentré par rapport aux territoires de la plaine du fleuve Jaune qui avaient été le cœur de la dynastie Shang, et il s'est rapidement avéré problématique de faire face aux tentatives de sécession de ceux-ci au moment de la prise du pouvoir de Cheng. C'est pour cela qu'un centre secondaire du pouvoir Zhou fut établi plus à l'est à Luoyi/Chengzhou, l'actuelle Luoyang, site qui lui aussi a servi de capitale à plusieurs dynasties impériales par la suite. La coexistence de deux noms, Luoyi et Chengzhou, pourrait cacher le fait que, comme la capitale occidentale, celle de l'Est puisse être divisée en deux agglomérations réparties autour d'une rivière, la Luo. Là non plus les restes de villes de cette période n'ont pas été mis au jour, mais y ont été repérés de nombreux cimetières aristocratiques avec des bronzes inscrits, ainsi que des espaces d'artisanat du bronze. Après la prise de Feng et Hao par les Quanrong, Chengzhou devient la capitale des Zhou de l'Est.
Le domaine royal est placé sous l'administration directe du roi et de sa cour. Il semble avoir été divisé en entités administratives locales, les li et les bang, confiées à des administrateurs, respectivement les lijun et les bangjun. Le domaine royal est avant tout constitué de terres agricoles qui fournissaient l'essentiel des sources de revenus du roi, qui s'en sert pour entretenir sa cour et ses troupes. Mais il peut aussi en concéder une partie aux grands personnages du royaume, notamment quand il leur confie une charge de l'administration centrale pour laquelle ils ont besoin de revenus, qu'ils peuvent tirer de la terre offerte. De telles donations royales sont commémorées par plusieurs inscriptions sur bronze. Elles concernent également des personnages ayant remporté une victoire militaire pour le compte du roi. Ces donations étaient donc essentielles dans la bonne tenue des relations entre le roi et les grands lignages aristocratiques. Mais il est possible qu'elles aient contribué à affaiblir progressivement le pouvoir royal, qui perd des sources de revenus car ces donations deviennent la propriété de leur bénéficiaire.

### Les principautés

#### Création et développement
Aussitôt après la conquête du royaume Shang, les rois Zhou placent les personnages importants de leur clan à la tête d'unités territoriales appelées « pays » (guo). Cela a pour but d'assurer leur emprise sur le territoire, tout en récompensant ceux qui avaient participé à la victoire, avant tout les membres de leur propre lignage dont la fidélité était a priori plus assurée. Ces établissements concernent en priorité le bassin du fleuve Jaune, en même temps qu'est établie la capitale secondaire à Luoyang, mais aussi d'autres zones stratégiques, notamment aux marges du territoire dominé. Deux frères du roi Cheng fondent ainsi les principautés de Jin et de Ying, un de ses oncles est établi à Wey, un de ses cousins à Lu, le général qui a mené la première conquête des Shang s'implante à Qi dans la basse vallée du fleuve, et un autre seigneur est intronisé à Yan, dans la région de l'actuelle Pékin. Plusieurs de ces nominations dans des territoires sont rapportées par des inscriptions sur des vases en bronze.
L'acte de fondation d'une nouvelle principauté a été désigné à l'époque des Royaumes combattants par l'expression fengjian : feng désignerait apparemment à l'origine le fait de créer une levée de terre plantée d'arbres marquant les limites d'un territoire, et a fini par se rapporter à l'acte de tracer des frontières, donc de délimiter un territoire au moment d'un changement de propriétaire, tandis que jian désignerait plutôt le fait d'établir un nouvel État. Ce système a couramment été qualifié de « féodal », ce qui est trompeur car il se distingue par plusieurs aspects du système féodal européen en dépit de ressemblances. Les informations sur ce système concernent surtout les principautés de la plaine du fleuve Jaune. Chacun de ces micro-États est constitué d'au moins une place forte servant de centre politique et cultuel, et des terres agricoles alentour, avec des travailleurs pour les mettre en valeur, souvent octroyés en même temps que le domaine. Il s'agit d'entités autonomes avec une administration calquée sur celle de la cour royale. Ils sont dirigés par des « princes » (désignés parfois par le terme zhuhou), portant des titres qui ont plus tard été rangés dans un ordre hiérarchique qu'ils n'avaient pas à l'origine, car il n'y avait sans doute pas de classification rigide. La signification de ces titres reste donc floue et plusieurs pistes sont possibles. Traditionnellement on les traduit par des titres issus de la féodalité occidentale : « duc » (gong), « marquis » (hou), ou encore « comte » (bo), terme qui désigne en fait le « frère aîné », chef du lignage. Selon Li Feng, ces titres reflèteraient l'organisation géographique du royaume : « marquis » serait utilisé pour les seigneurs des principautés de la Plaine centrale installés à l'origine en territoire conquis, tandis que « comte »/« frère aîné » serait employé pour les seigneurs de la vallée de la Wei.

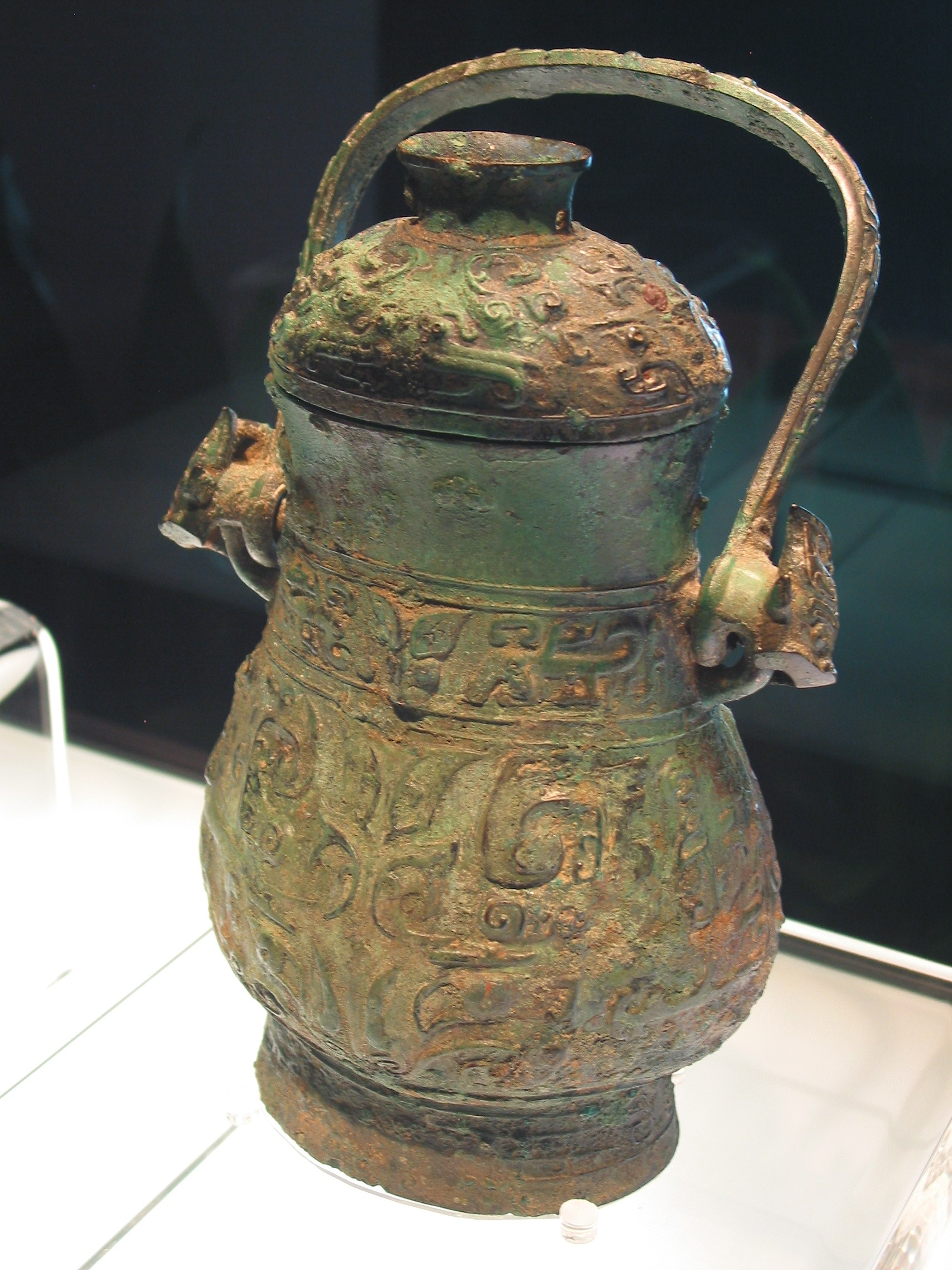
Vase you de Yu, exhumé à Pékin, mentionnant la visite d'un représentant de l'État de Yan à la cour royale, Musée de la capitale de Pékin.

Même s'il ne cherche en général pas à intervenir directement dans les affaires courantes des principautés, le roi a plusieurs moyens pour assurer son autorité sur leurs chefs. D'abord, en tant que chef du clan dont est issue une grande partie des princes, ceux portant le nom Ji, ceux-ci devaient se soumettre à son autorité et peut-être à une sorte de loi clanique dont il était le garant. Cet aspect du royaume Zhou le place dans la continuité de celui des Shang, qui était aussi organisé essentiellement autour de liens claniques. Mais il ne semble pas que les liens claniques aient été particulièrement structurants sous les Zhou, période durant laquelle ce sont en fait les lignages, unités plus réduites, qui ont une grande importance politique, sociale et religieuse. Pour superviser les princes, chefs des principaux lignages, le roi désigne des « superviseurs des pays » (jianguo). Enfin, les princes se doivent de visiter la cour royale pour rendre hommage au roi, en particulier après leur intronisation. Cela s'accompagne du versement d'un tribut.
Le système du fengjian a assurément permis aux premiers rois Zhou de disposer d'une autorité importante, et de dominer un territoire largement supérieur à celui qui reconnaissait l'autorité des rois Shang d'Anyang, et qui n'a été égalé à nouveau que par le premier empereur Qin. Cette influence se traduit par une culture matérielle relativement homogène sur de nombreux aspects, notamment les vases rituels en bronze qui sont similaires sur une vaste zone. Il a formé un réseau très vaste d'établissements couvrant toute la Chine du Nord dominé par les souverains Zhou, qui exerçait une autorité politique, militaire et aussi symbolique.
Mais ce système ne fut pas durable, et il se fissura à peine un siècle après la fondation de la dynastie. En particulier, il ne put survivre à l'éloignement croissant entre le roi et les princes des branches collatérales de son lignage au fil des générations, alors que leurs principautés avaient un ancrage territorial de plus en plus ancien qui les poussait à l'autonomie. Cela se fit parallèlement à la diminution des richesses du domaine du roi évoquées précédemment et donc de ses moyens de préserver une force militaire supérieure à celle de ses vassaux et de se présenter comme le rempart principal des pays Zhou face aux menaces extérieures. De façon significative, il semble que les visites des grands princes se soient faites plus rares à la fin de la période, symbolisant une plus grande indépendance de ceux-ci.

#### Géographie politique et culturelle

Les entités politiques de la Chine du Nord durant la période finale des Zhou de l'Ouest (c. 851-771 av. J.-C.) ; les localisations sont souvent approximatives et reposent sur les propositions de.

À son apogée sous les premiers rois, le territoire couvert par le domaine des rois Zhou et les territoires de leurs vassaux s'étendent sur une large partie de l'actuelle Chine du Nord : Shanxi méridional, Shaanxi central, Henan, Hebei, une grande partie du Shandong, peut-être aussi une partie du Gansu à l'ouest, le nord de la province d'Anhui, le sud-ouest du Liaoning et le nord du Hubei à l'apogée au milieu du Xe siècle, même si la région du moyen Yangzi n'a jamais été contrôlée durablement. Il y a donc une inflation territoriale par rapport au territoire dominé par les Shang, mais on ne peut pas parler d'un véritable empire dominant une grande partie de la Chine actuelle, même quand les rois Zhou ont un contrôle plus affirmé sur leurs vassaux. Certaines des principales principautés de la période des Zhou occidentaux ont pu être identifiées en comparant les trouvailles archéologiques (dont les inscriptions sur bronze) aux textes transmis par la tradition historiographique chinoise. D'autres entités territoriales peuvent être repérées par des textes et parfois à peu près certainement rapprochées de sites archéologiques, même s'il manque souvent une preuve déterminante. Certaines ne sont connues que par des inscriptions sur bronze trouvées dans des tombes et n'apparaissent dans aucun texte de la tradition antique. Les localisations restent souvent imprécises, et les découvertes archéologiques viennent souvent modifier les interprétations. De plus, il s'avère que certains lignages portaient des noms similaires, ce qui brouille les pistes, tandis que d'autres se sont déplacés, étendus ou ont disparu au cours de la période. L'archéologie confirme en tout cas que l'influence des Zhou a été forte dans la culture matérielle de l'époque, au moins pour les élites, dont les tombes présentent des vases rituels en bronze homogènes suivant les canons de la vallée de la Wei. En revanche pour ce qui concerne des objets plus diffusés dans le spectre social comme les céramiques, l'influence des Zhou est moins marquée, même si elle devient plus forte à la période tardive (qui est paradoxalement une période d'autonomisation des principautés).
Le groupe le plus important est celui des membres du clan royal, qui porte le nom de Ji. Beaucoup sont installés dans la Plaine centrale pour assurer son contrôle par le pouvoir Zhou. Un frère du roi Cheng est à l'origine de la principauté de Jin, établie dans la région de Houma où un important cimetière a été mis au jour à Tianma-Qucun. Dans l'ancienne région centrale des Shang, dans le Henan actuel, sont établis les princes de Wey. Les tombes de Xincun et Xunxian attestent de leur présence sur place. On sait également qu'ils étaient voisins des princes de Fan et de Zuo. La culture matérielle de ces régions, notamment la céramique, conserve longtemps des aspects hérités de la céramique Shang. Plus au sud se trouvaient Yu, Yuan et Yong qui protégeaient l'accès vers la région de Luoyi et la riche vallée de la Fen. Encore plus au sud autour de Pingdingshan, ce sont des bronzes portant le nom d'un prince de Ying qui ont été mis au jour ; cette principauté est située sur une route stratégique en direction de la vallée du Yangzi, dans la haute vallée de la Huai aux côtés des principautés de Jiang, Cai et Chen localisés plus à l'est. Vers la région du moyen Yangzi se développent d'autres principautés (E, Sui, Deng, Tang), et l'État indépendant de Chu, à rechercher peut-être au sud-ouest de la vallée de la Han. De cette base territoriale émerge ce qui devient l'une des principales puissances politiques de la période des Zhou de l'Est. Mais la plus grande menace pour les Zhou est constituée par les Huaiyi, établis vers la basse vallée de la rivière Huai. Les souverains Zhou ont tenté de s'implanter dans cette région durant la période moyenne, ce qui se repère sur plusieurs sites archéologiques (comme les tombes de Lutaishan, Hubei), mais les échecs des rois Zhao et Mu y condamnèrent leurs entreprises. Après cela l'influence Zhou est plus réduite, et leur allié le plus puissant de la région, E, finit par se rebeller contre eux et doit être éliminé, ce qui entraîne une réorganisation de la défense de la région face aux entreprises des Huaiyi, impliquant apparemment le déplacement dans la région des lignages Shen et Lü, localisés auparavant au nord-ouest du domaine Zhou.

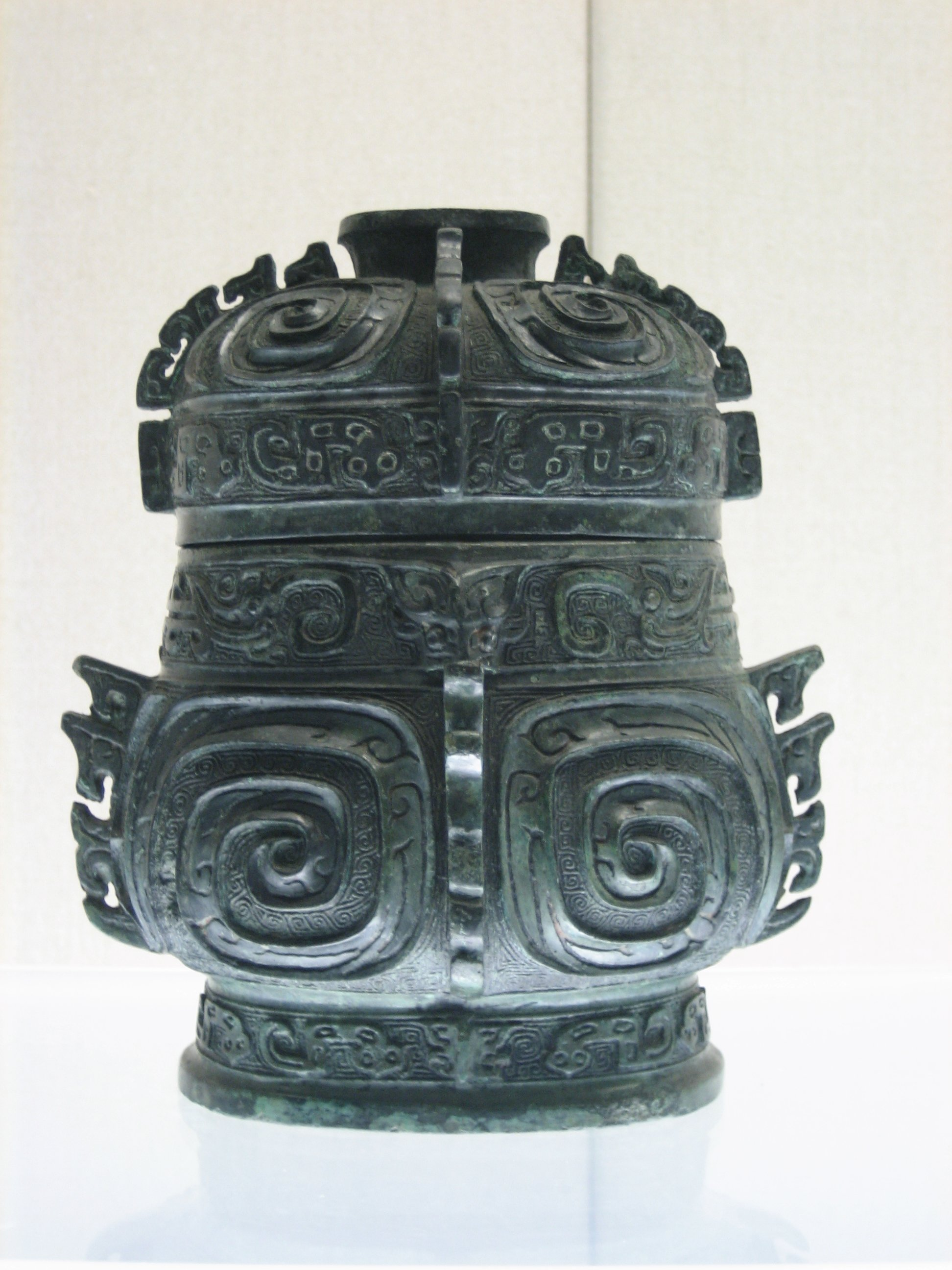
Vase rituel hu de Qizhong, personnage de l'ancien État de Qi (Shandong occidental), un des nombreux exemples de l'influence de la culture Zhou dans cette région. Fin du, Musée de Shanghai.

À l'est, dans la basse vallée du fleuve Jaune vers l'actuel Shandong, se trouvent les principautés de Lu (capitale Qufu), Guo (oriental), Mao, Cao et Teng (site de Tengxian), ainsi que des principautés dirigées par des lignages n'appartenant pas au clan Ji : la puissante principauté de Qi connue notamment par le site fortifié de Huangxian et ses tombes, mais aussi Ge et Dai, ainsi que Song où sont établis les descendants de la dynastie Shang (clan Zi). Leur capitale a été repérée à Shangqiu, et la tombe royale du fondateur du lignage a peut-être été mise au jour à Daqinggong. La péninsule du Shandong, occupée par différents peuples non-Zhou dont les Dongyi, est progressivement colonisée par les principautés Zhou, comme le reflète l'évolution de sa culture matérielle qui prend les traits principaux de la culture Zhou durant la période tardive, en particulier avec l'essor de Lu et de Qi, puis d'une autre principauté, Ji (elle aussi attestée à Huangxian, et à Laiyang).
Vers le nord, dans le Sud du Hebei autour de Xingtai, ont été mises au jour des tombes de la principauté de Xing, issue du clan Ji, qui avait été installée pour protéger la Plaine centrale des incursions des peuples du Nord. Plus au nord encore, autour de l'actuelle Pékin, est localisé Yan, sans doute fondée par un fils du duc de Shao ; son implantation est documentée sur le site de Liulihe. Une autre entité politique attestée dans la région est le Hann. Les relations de ces contrées septentrionales avec la cour Zhou se font de plus en plus lointaines au fil du temps, notamment en raison de la montée en puissance de peuples non-Zhou. L'influence de la culture matérielle Zhou reste cependant forte.
À l'ouest du domaine royal Zhou dans la partie haute de la vallée de la Wei, plusieurs lignages importants étaient installés. Ils entretenaient souvent des liens étroits avec le lignage Zhou, qui sont cependant mal compris, certaines de ces entités semblant disposer d'une large autonomie voire d'une indépendance. Les découvertes archéologiques montrent que vers le nord-ouest, en direction des hautes vallées de la Wei et de la Jing, l'influence de la culture Zhou s'essouffle et que domine une autre culture, celle de Siwa, moins développée techniquement. Plus on remonte dans cette direction, plus les principautés présentent une culture matérielle mixte Siwa-Zhou. Dans la moyenne vallée de la Wei se trouvent des alliés anciens des Zhou, comme les Guo occidentaux, dont l'ancêtre serait un fils du roi Wu, et qui sont apparemment divisés en sous-lignages parmi lesquels un s'est installé plus à l'est, connu par l'important site de Sanmenxia (Ouest du Henan). Zheng, fondé par un fils du roi Li, devient une des principautés les plus importantes à la fin de la période des Zhou de l'Ouest, et accompagne la migration orientale des rois Zhou. D'autres lignages majeurs, établis de longue date dans la région, sont Shao, Rong, Mao et Wei. Un cas particulier est celui des Yu, connus par le site de Baoji, juste à l'ouest du domaine Zhou dans la vallée de la Wei, qui mêle influences Zhou et Siwa. Plus au nord dans la vallée de la Jing, se trouvent les entités de Guai et de Ze, cette dernière paraissant autonome politiquement tout en étant alliée de longue date des Zhou. Deux autres entités politiques importantes situées dans l'orbite des Zhou sont établies plus au nord-ouest. Les Shen pourraient avoir été à l'origine ancrés au nord-ouest du domaine Zhou, au contact des Quanrong, ce qui expliquerait leur alliance pour provoquer la chute des Zhou de l'Ouest. Au moins une partie de ce lignage serait allée s'établir dans la région du moyen Yangzi comme vu plus haut, en même temps qu'un autre lignage voisin, Lü. Enfin, à l'ouest vers la haute vallée de la Wei se trouve le lignage des Daluo, qui est à l'origine de la principauté de Qin. Apparemment d'abord établie dans le Sud-Est du Gansu (où ses princes sont attestés notamment par les trouvailles récentes à Dabuzishan), elle se déplace au début des Printemps et Automnes dans l'ancien domaine des Zhou occidentaux une fois que ceux-ci se sont installés à l'est, où sont posées les bases du futur empire qui unifie la Chine en 221. Quant aux principaux adversaires des Zhou sur leur frange occidentale, les Quanrong/Xianyun, leur localisation n'est pas précise ; ils ne semblent pas correspondre aux porteurs de la culture Siwa, mais seraient établis sur une vaste région plus au nord-ouest et au nord s'étendant entre la plaine de Ningxia et le mont Heng.

## Aspects sociaux et économiques

### La société aristocratique
La hiérarchie sociale de la période des Zhou occidentaux suit la hiérarchie politique : le sommet de la société est occupé par le roi et son entourage proche, aux côtés des grands groupes aristocratiques dirigeant les principautés, dont le pouvoir ne cesse de croître. Ils sont organisés en « lignages » (zong) patrilinéaires, rattachés à un « clan » (xing) se reclamant d'un ancêtre commun. Le clan le plus prestigieux est celui des Zhou et de leurs branches collatérales, le clan des Ji, dans lequel le lignage royal est la branche principale (dazong) et les lignages descendants de princes Zhou sont les branches secondaires (xiaozong) constituées après avoir été détachées de la branche première. D'autres clans notables sont les Jiang, qui traditionnellement procèdent à des échanges matrimoniaux avec les Ji, ainsi que les Zi, clan des anciens rois Shang. L'ancienneté du lignage, du moment où il se détache de la branche principale, est un facteur de prestige. Les fonctions et les actions des ancêtres (souvent des figures mythiques comme le Souverain Millet pour les Ji) en sont un autre. Mais plus que le clan, dont les membres sont en général répartis dans plusieurs régions et qui ne joue pas de rôle social notable, en dehors d'imposer en général de choisir son conjoint en dehors de ce groupe (exogamie), c'est le lignage, unité plus réduite en taille dont les membres se retrouvent à une échelle locale, qui est l'unité sociale fondamentale du milieu des élites, déterminante dans les domaines de la politique et de la religion. Il justifie des liens de subordination et de solidarité entre leurs membres, notamment durant les conflits militaires. Le culte des ancêtres du lignage (des figures historiquement identifiables à la différence des ancêtres claniques) est fondamental du point de vue symbolique. Les liens entre les différents lignages peuvent également être établis par des alliances matrimoniales.
Les lignages disposent de leur base territoriale, qui constituent les unités politiques de base du royaume Zhou comme cela a été vu. Ils sont dirigés par le chef du lignage, fils aîné de l'épouse principale du chef précédent, qui est en général un chef territorial disposant d'un pouvoir sur les hommes de son territoire, en premier lieu ses cadets qui constituaient les branches collatérales du lignages, pouvant parfois former de nouveaux lignages. Les chefs de lignages peuvent cumuler leur statut local avec des fonctions à la cour royale, qui leur donnent accès à divers privilèges, notamment des donations de terres du domaine royal, qui leur permettent d'augmenter leur puissance. Les principaux lignages disposaient donc en général d'un domaine proche de la capitale, même si leur principauté n'était pas dans la vallée de la Wei. Les lignages peuvent se diviser en branches collatérales, qui font souche à des endroits différents. Au fil du temps, le pouvoir et la richesse des plus grands « princes » réussirent à rivaliser avec ceux des rois, essentiellement grâce à la taille de leur domaine et celle de leur armée personnelle.
Les lignages nobles sont donc établis dans les centres dirigeant les domaines, où ils disposent de leur propre cour. Les recherches archéologiques sur les centres provinciaux n'ayant dégagé que très peu de bâtiments en dehors des tombes, ils ne peuvent être approchés que par les textes « classiques » ou d'autres plus tardifs dont la fiabilité est discutable. Les textes évoquent des « chefs-lieux » (du), des « bourgades » (yi) et parfois des établissements fortifiés (guo). Il s'agit en tout cas probablement d'agglomérations faiblement étendues, où se trouvent une sorte de résidence palatiale avec des services administratifs, sans doute sur le modèle de celles fouillées dans la Plaine de Zhou déjà évoquées (Fengchu et Shaochen), et les temples ancestraux dans le « chef-lieu » où réside le chef du lignage. Autour se trouvent des ateliers artisanaux servant pour les besoins du domaine (activités agricoles, constructions) et de l'armée du lignage, consacrés notamment au travail de la céramique, du bronze et de l'os ; on en connaît plusieurs exemples grâce aux fouilles de la Plaine de Zhou. Il faut peut-être y ajouter des espaces de marché. Les membres importants du lignage situés à la suite du chef peuvent disposer de leurs propres bourgades secondaires ; ils constituent le groupe des « gentilshommes » (shi), qui forment le gros des troupes des armées. Les activités principales de ce groupe aristocratique, en dehors de l'exercice de charges administratives et des activités religieuses liées au culte des ancêtres, sont en effet la guerre et la chasse qui permettent d’affirmer leur bravoure ; des concours de tir à l'arc ont pour but de comparer les qualités martiales des élites.

### Les campagnes et la paysannerie
La Chine des Zhou occidentaux était peu densément peuplée, avec un habitat très dispersé. Là encore, les textes « classiques » sont d'un secours limité : ils semblent évoquer une organisation concentrique autour des agglomérations, avec une première zone suburbaine fournissant le gros des serviteurs de l'État, et une zone rurale où se trouvaient les travailleurs de la terre (peut-être pour une bonne partie des « barbares »). L'organisation des domaines des aristocrates de la période des Zhou de l'Ouest est décrite dans des textes tardifs (par exemple Mencius) dont la fiabilité est douteuse. Ils présentent un système idéal de répartition des terres en damier, dans lequel le territoire à mettre en valeur est un carré divisé en neuf parties égales, exploité par huit familles disposant chacune d'une partie pour ses besoins propres, tandis que la dernière portion est exploitée en commun et sa production est reversée au maître du domaine. Les inscriptions sur bronze de l'époque des Zhou occidentaux ne permettent pas d'appréhender le système de mise en valeur des terres, mais les donations royales font voir l'organisation générale d'un domaine aristocratique, avec ses champs et ses dépendants qui étaient octroyés en même temps. Il semble qu'avec le temps les domaines concédés soient de taille de plus en plus réduite (au moins dans le domaine de la vallée de la Wei), ce qui refléterait une fragmentation de la propriété rurale, alors qu'auparavant l'économie rurale était plus « étatisée » autour du domaine royal. Les terres peuvent du reste faire l'objet de transactions, et servent parfois pour payer des amendes après une affaire de justice perdue. Les paysans de la plaine du fleuve Jaune de la période des Zhou de l'Ouest cultivent en priorité le millet, et secondairement l'orge. Leur outillage est constitué essentiellement de bois et de pierre, et l'instrument essentiel est la houe. Ils cultivent aussi divers légumes et des arbres fruitiers.

## Religion

### Le Ciel et les ancêtres
Les inscriptions sur bronze de la période des Zhou de l'Ouest n'offrent pas un tableau du monde des esprits vénéré par les Zhou qui soit aussi vaste que celui des inscriptions sur os et écailles des Shang. Disparaissent ainsi de la documentation des figures majeures comme les « Premiers Seigneurs » ou les pouvoirs de la Nature (le Sol, les Monts). Les Rites des Zhou (Zhouli), texte qui se veut une description des rituels exécutés à la cour royale des Zhou occidentaux, évoque bien des rituels aux esprits astraux (soleil, lune, étoiles, planètes), du vent, de la pluie, au Sol et au Grain divinisés, aux monts sacrés, pris en charge par le grand ministre des rites (dazongbo). Bien que ce livre ait en fait été rédigé tardivement (sous les Royaumes combattants), il faut admettre que la vénération de ces esprits, attestée pour la période précédant les Zhou de l'Ouest et celles les suivant, a bien eu lieu à cette époque bien qu'il soit impossible de savoir sous quelles modalités.
Quoi qu'il en soit, les évolutions du sommet du panthéon officiel sont mieux connues. Les textes du début du Ier millénaire évoquent la grande figure du panthéon Shang, Di, qui n'a donc pas été rejeté par les Zhou. Ceux-ci introduisent une nouvelle divinité, le « Ciel » (Tian). Les liens entre les deux divinités suprêmes sont débattus : pour certains elles sont assimilées, pour d'autres elles coexistent et se voient assigner un rôle précis dans l'ordre politico-religieux. Comme cela a déjà été évoqué, l'émergence du Ciel est liée à une nouvelle conception du pouvoir, reposant sur le « Mandat du Ciel » : le Ciel est celui qui donne le pouvoir parmi les humains, en sélectionnant ceux que la vertu prédispose le plus à cette fonction,. L'élévation du Ciel, entité cosmique, à la tête du panthéon, pose aussi les bases de la cosmologie corrélative qui se développe à partir des derniers temps de l'époque pré-impériale.
La documentation sur la religion de la période des Zhou de l'Ouest repose essentiellement sur la vénération des esprits ancestraux des grands lignages, en premier lieu celui du roi. Suivant cette conception, les ancêtres défunts rejoignent le monde des esprits d'où ils peuvent encore influencer le destin des vivants, et ces derniers doivent leur rendre un culte pour conserver de bonnes relations avec eux. C'est une pratique déjà dominante sous les Shang, en particulier durant les derniers règnes. Mais les Zhou développent des rites différents de leurs prédécesseurs, qui mettent en relief la fonction sociale et mémorielle de la relation avec les ancêtres. Selon les principes qui apparaissent dans les textes tardifs, le culte ancestral Zhou vénère cinq générations ancestrales : les quatre prédécesseurs de la génération actuelle, et le fondateur du lignage. Pour la dynastie royale il y a plusieurs fondateurs : les deux grands rois Wen et Wu, mais aussi l'ancêtre fondateur légendaire du clan Ji, le « Seigneur Millet » (Houji ou Qi).

### Les rituels du culte des ancêtres et leurs évolutions
« Comment sacrifions-nous aux dieux ?

Il faut moudre, il faut vanner,

Il faut battre et tamiser puis les grains laver,

Ensuite à la vapeur cuire et préparer,

Avec soin et diligence,

Prendre du bois, offrir du gras.
 
Nos beaux moutons, nous choisissons,

Les rôtissons et les grillons,

Pour l'an nouveau, les sacrifions.
Remplis d'offrande sont nos plateaux et nos bols

Et s'en élève le fumet qui aux dieux plaît.

Une si bonne odeur ne leur plairait-elle pas ?

Grâce au prince Millet nous savons sacrifier,

Le culte des ancêtres prend l'aspect d'un rituel sacrificiel dirigé par le chef de lignage. Les vivants font des offrandes à leurs ancêtres, maintenant leurs liens avec ceux-ci pour bénéficier de leurs bénédictions dans les différentes actions qu'ils entreprennent. Il s'agit concrètement de rituels au cours desquels les esprits ancestraux sont invités à un repas communautaire auxquels participent les membres importants du lignage dirigés par leur chef (il n'y a pas de « prêtres » à proprement parler). Ils s'accompagnent de musique, de chants, de danses et de discours pour améliorer leur efficacité. Le lien entre les jeunes générations et les ancêtres est notamment marqué par le fait que des jeunes hommes du lignage incarnent les esprits ancestraux. Les lignages peuvent organiser ces rituels à différentes occasions : pour des mariages, des expéditions militaires, la prise de nouveaux territoires, de nouvelles fonctions, etc. Du point de vue social, ces rituels sont un élément essentiel pour l'affirmation de l'identité et de la cohésion du lignage, unité fondamentale du groupe aristocratique, et son emprise sur le territoire où a lieu le rituel, marquée par la présence de temples ancestraux. Les différentes actions qui ont lieu sont des pratiques propres aux élites sociales, et les somptueux vases rituels et cloches en bronze qui ne sont pas utilisés dans la vie courante mais forgés uniquement pour les rituels ancestraux sont des marqueurs de l'aristocratie et de la communauté culturelle Zhou. Le sacrifice ancestral tend aussi à être un moyen d'affirmer sa richesse et son statut dans la hiérarchie sociale. C'est donc un élément central de la société aristocratique.
Les rituels ancestraux connaissent une évolution importante durant la période des Zhou de l'Ouest, qui a été identifiée par J. Rawson comme une « révolution rituelle », qu'il est sans doute plus raisonnable de qualifier de « réforme rituelle » car les changements sont certes importants mais pas radicaux. Elle se met en place dans la première moitié du IXe siècle, et est identifiée avant tout par l'évolution du matériel rituel qu'on trouve dans les tombes. Celui-ci est surtout constitué de vases rituels en bronze, qui sont de formes très variées ayant chacune une fonction précise. Les ensembles de la période finale des Shang et des débuts des Zhou comportent en priorité des vases à alcool (jue, gu, zun, you, etc.) et d'autres vases aux formes exubérantes et aux décors animaliers. Après la « réforme rituelle », ce sont les vases pour les nourritures solides qui tendent à dominer, en particulier les tripodes ding servant à la cuisson des viandes et les gui servant pour les offrandes en grains ; les vases pour boissons fermentées les plus courants sont désormais les jarres hu. L'alcool perd donc apparemment de son importance dans les offrandes au profit des offrandes alimentaires en viande et grain. Les cloches et les pierres sonores prennent également plus de place. Le cérémoniel changerait avec la présence d'assemblées plus nombreuses. Les fonctions du rituel en tant que marqueur social s'affirment, l'usage des vases étant peut-être réglementé par des lois somptuaires autorisant de disposer d'un nombre précis de vases d'un certain type en fonction du rang du lignage. En effet, un des traits les plus marquants des changements est sans doute le fait que les vases et leurs inscriptions s'uniformisent de façon qu'il existe des normes rigides démontrant clairement le rang des personnes. L'aspect de ces objets reflète également une volonté de suivre un style archaïsant les ancrant dans les traditions passées, de même que les chants du Livre des Odes datables de cette époque qui semblent s'orienter vers la commémoration et l'idéalisation du passé. Selon M. Kern, la fonction mémorielle du rituel ancestral devient alors majeure.

Objets rituels en bronze de la période des Zhou de l'Ouest, caractéristiques de la « réforme rituelle ».
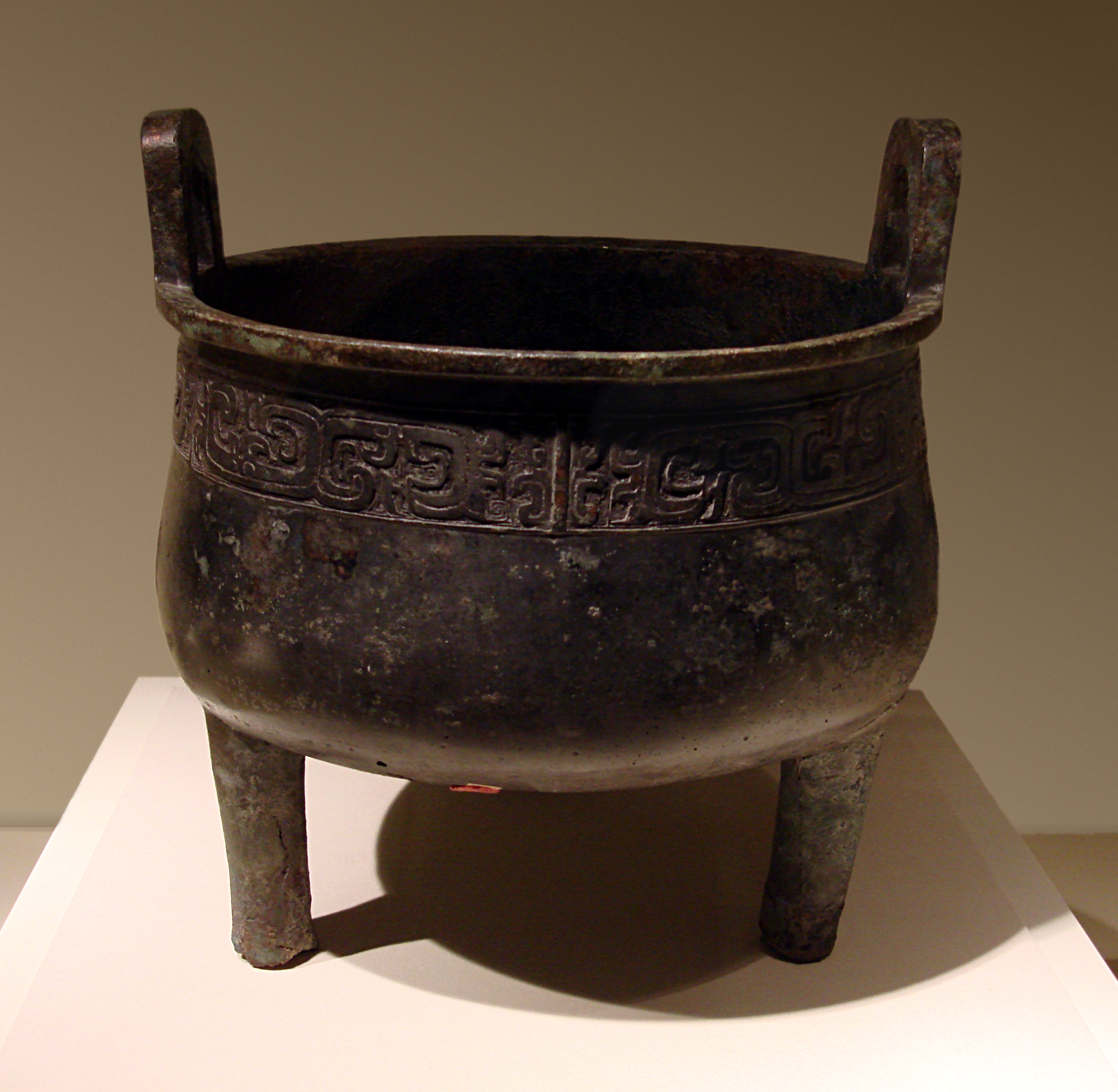
Vase tripode ding pour la cuisson des aliments, surtout la viande.
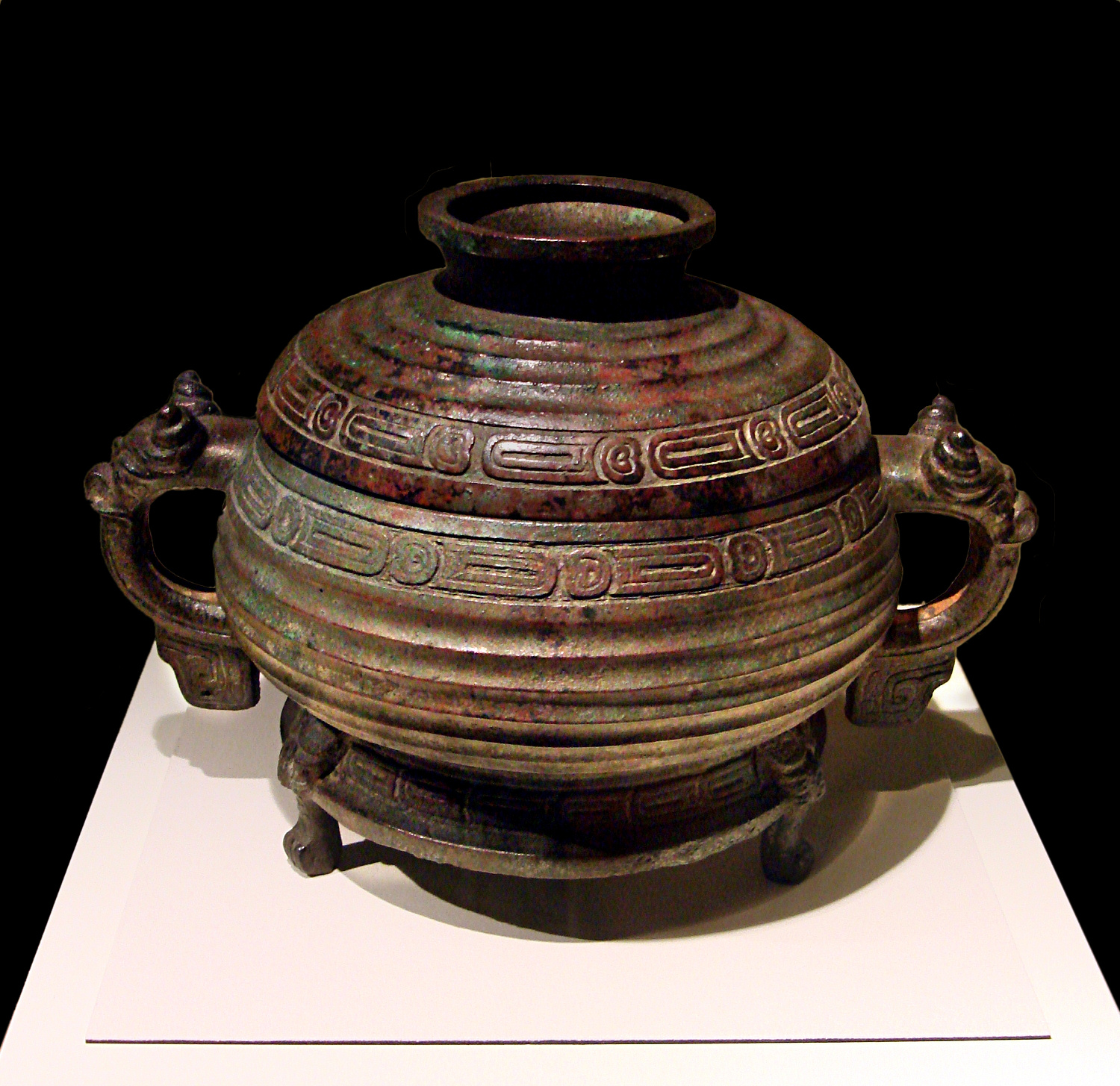
Vase gui de Shi You pour les aliments à base de céréales, c. 900 av. J.-C.
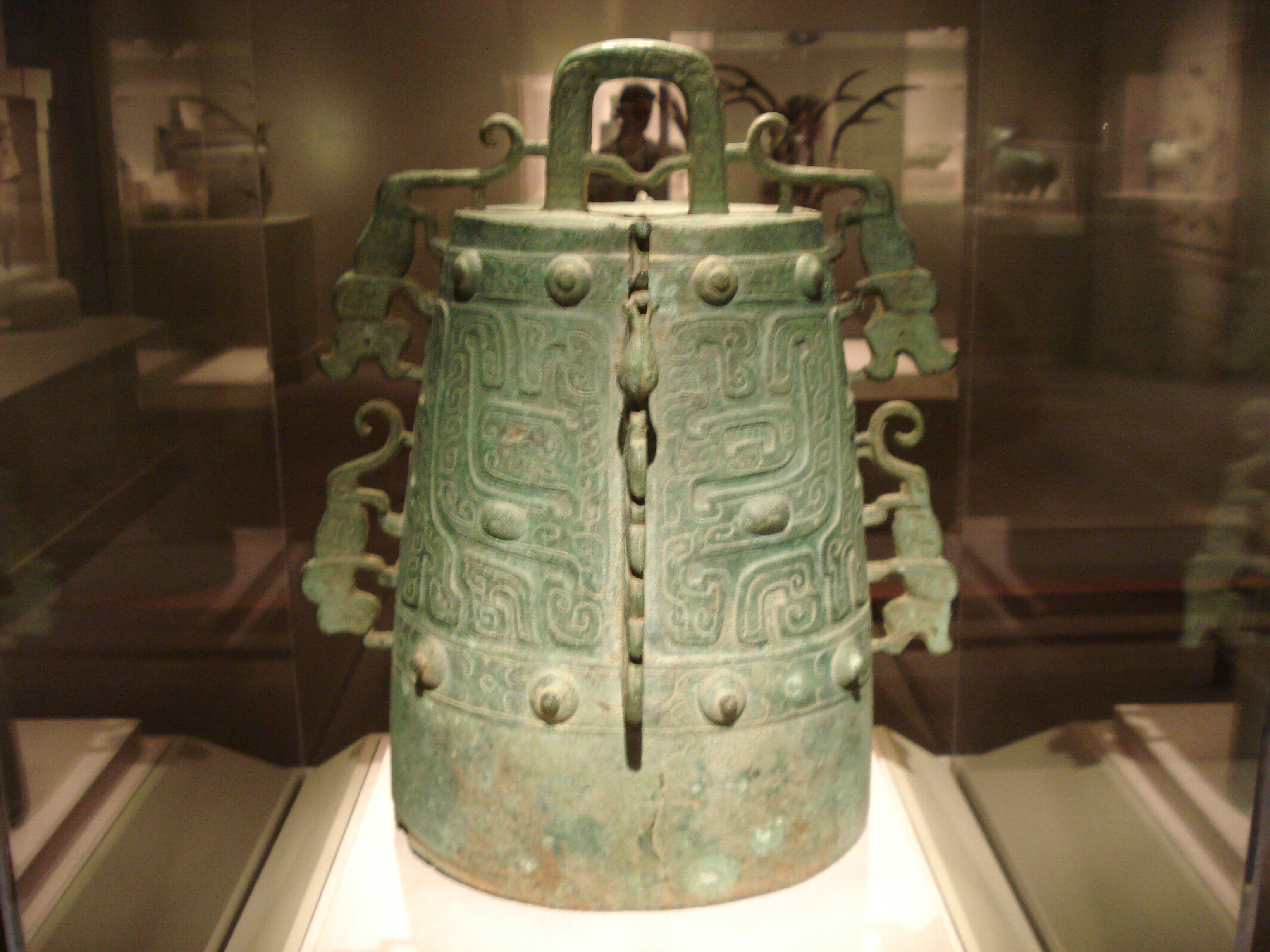
Cloche bo à suspension verticale, Xe siècle av. J.-C. ou IXe siècle av. J.-C., Freer and Sackler Galleries, Washington D.C.

### Pratiques divinatoires
Les rois Zhou ont repris les pratiques divinatoires principales des Shang, la divination sur les omoplates d'animaux (scapulomancie) et les écailles de tortue (plastromancie). Le devin pose des questions de nature diverse (en particulier sur l'opportunité de rituels, de décisions politiques) à des esprits ancestraux, puis place ces instruments divinatoires sous une flamme ou un tison provoquant des craquelures dont la forme est interprétée (c'est pour cela qu'on parle aussi de « pyromancie », divination par le feu). Des omoplates divinatoires des débuts de la période Zhou ont été retrouvées dans la Plaine de Zhou, portant des inscriptions comme sous les rois Shang, et relatant d'ailleurs des sacrifices à des ancêtres de la dynastie Shang entrepris par les premiers rois Zhou. Par la suite les inscriptions disparaissent des objets divinatoires, ce qui complexifie la compréhension de ce type de rituel. La pyromancie reste cependant répandue dans le cercle du pouvoir comme l'attestent des trouvailles de milliers de supports divinatoires pour la période. Le support privilégié semble devenir les carapaces et plastrons de tortue au détriment des omoplates. En dehors du cercle royal, cette pratique est moins attestée, et diverses traditions régionales ont coexisté.
L'autre forme divinatoire majeure de la période est la divination par les jets de bâtons d'achillée millefeuille (achilléomancie), qui a donné lieu durant la phase tardive de la période Zhou à la rédaction d'un manuel divinatoire, les Mutations de Zhou (Zhou Yi), plus connu de nos jours sous le nom de Livre des Mutations (Yijing). Des séries de chiffres sur des objets de cette période semblent noter des résultats de tirages de bâtons d'achillée. Cette pratique pourrait avoir dû son succès à sa plus grande accessibilité pour le peuple que la plus dispendieuse divination par les os et écailles. Cette dernière garde un prestige supérieur aux yeux des élites,.

### Pratiques funéraires

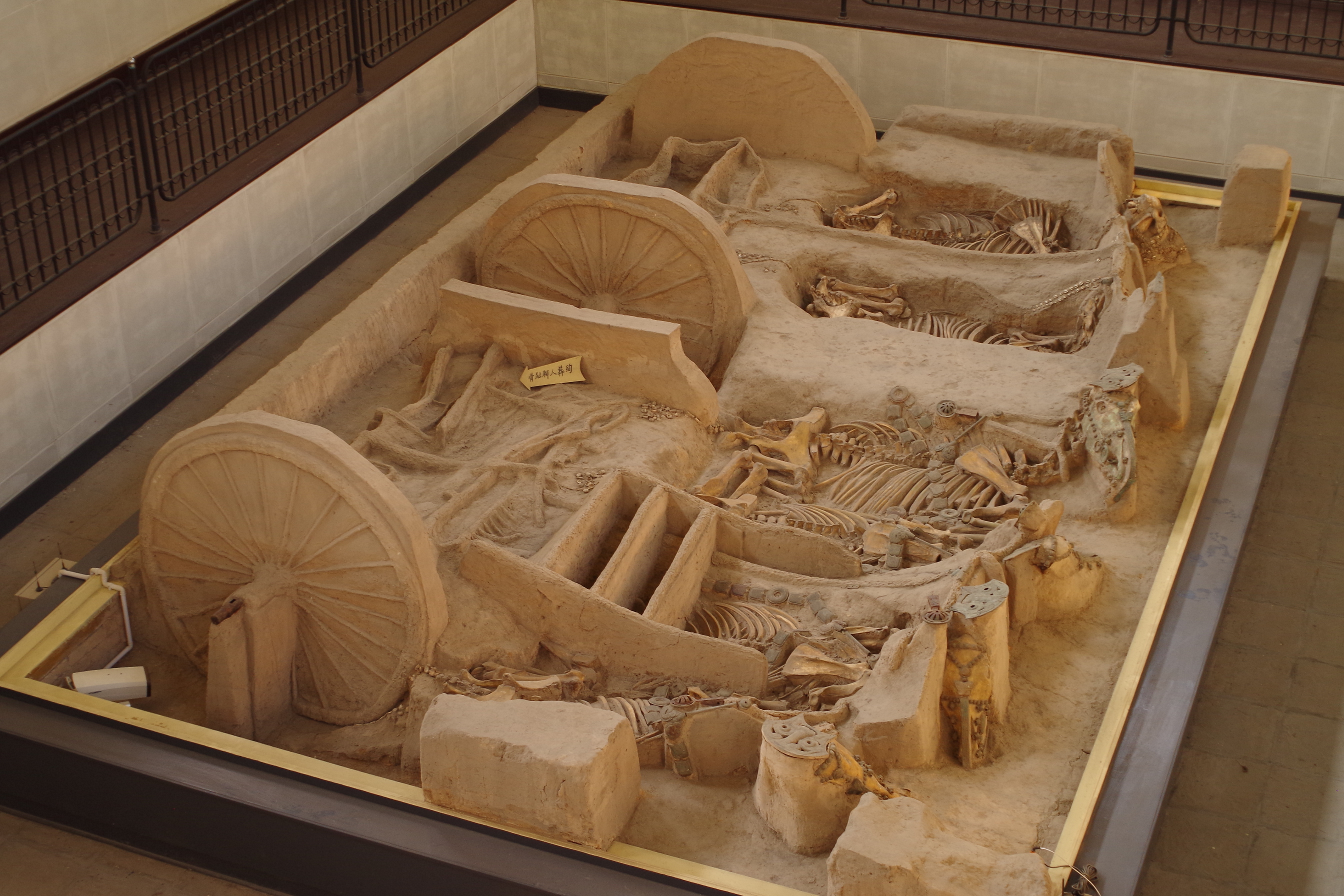
Fosse sacrificielle contenant des chars et des chevaux, nécropole Zhou à Feng, près de l'actuelle Xi'an, Shaanxi.

Plusieurs tombes princières de la période des Zhou de l'Ouest ont été exhumées : celles de Yu à Baoji, de Jin à Tianma-Qucun, de Guo à Sanmenxia, de Wey à Xincun et Xunxian, de Yan à Fangxian, ainsi que d'autres autour des capitales Zhou. À la différence de la période Shang cependant, aucune tombe royale n'a été exhumée. Le complexe funéraire de Zhougongmiao dans la Plaine de Zhou comprend cependant sans doute des sépultures de membres des Zhou. L'organisation des sépultures des élites est relativement homogène. Elles s'organisent autour d'une fosse funéraire rectangulaire comprenant le cercueil extérieur (guo). Par exemple la tombe de Guo Ji, d'une branche cadette des Guo, à Sanmenxia (Henan), a une fosse rectangulaire de 5,3 × 3,55 mètres, et 11 mètres de profondeur et un cercueil extérieur de 4,72 × 3,06 et 1,80 mètre de profondeur, comprenant deux cercueils intérieurs dans lesquels est disposé le défunt. Dans la chambre funéraire sont réparties des offrandes : objets en jade à fonction protectrice sur le défunt qui deviennent de plus en plus populaires, vases rituels, cloches en bronze, armes, ornements de chars. Autour sont disposées des fosses sacrificielles, comprenant des chevaux et des chars. Plus rarement on trouve des sacrifices humains, cette pratique étant en déclin depuis les Shang. Les fosses funéraires des grandes tombes sont accessibles par une seule ou deux rampes (une rejoignant le cercueil en bas et une autre la fosse, pour y apporter le matériel funéraire). Les tombes de plan cruciforme caractéristiques des Shang disparaissent au début de la période. Les tombes princières dominent souvent des cimetières lignagers, les parents du défunt principal étant disposés dans de plus petites tombes autour de celui-ci, préservant dans la mort la cohésion du lignage. Le mobilier funéraire reflète le rang des défunts et les inégalités sociales, en particulier les vases rituels en bronze, même s'il n'est pas assuré qu'ils suivent des lois somptuaires, qui semblent probables après la « réforme rituelle ». Ils sont en tout cas la propriété des défunts qu'ils accompagnent. Le but de leur dépôt dans la tombe reste inconnu : ils pourraient avoir servi à des sacrifices funéraires précédant la fermeture de la tombe, être destinés à servir au défunt pour accomplir des sacrifices dans l'au-delà, ou bien simplement les accompagner parce qu'ils sont leur propriété exclusive et ne peuvent être utilisés par personne d'autre.

## Arts

### Les objets rituels en bronze: vases et cloches
Depuis le début du IIe millénaire, différentes régions de Chine ont développé un art du bronze très abouti. Reposant sur des ressources en minerais très importantes, il privilégie la méthode de la fonte dans des moules en argile, qui s'est complexifiée peu à peu avec le développement de techniques permettant de réaliser des objets plus standardisés tout en étant d'une qualité remarquable : moules à sections, fonte en coulées successives par plusieurs moules ajoutés.
Les vases rituels sont les objets les plus caractéristiques des tombes aristocratiques de l'époque des Zhou de l'Ouest, marquant le prestige de leurs détenteurs après leur mort. On en trouve parfois dans des caches, comme celle de Zhuangbai dans le Shaanxi. Par la qualité de leur exécution, leur rôle dans le culte ancestral et également les messages que portent les inscriptions de nombre d'entre eux, ils commémorent les accomplissements de leurs commanditaires. De nombreux types de vases existent, correspondant à des fonctions précises. Comme cela a été évoqué plus haut, les types de vases les plus courants au début de la période sont ceux déjà dominants sous les Shang, les vases pour boissons fermentées : coupe à boire gu, tripode verseur jue, verseuses guang ou gong, jarres zun ou you pour contenir et verser. À partir de la période de la « réforme rituelle » (c. 900-850), ils disparaissent au profit des vases pour aliments solides, en premier lieu les chaudrons tripodes ding à anses verticales servant pour la cuisson des viandes, et les chaudrons gui pour les céréales à couvercle et anses latérales. Les ensembles dans les tombes sont de plus en plus normalisés, reflétant sans doute précisément le rang de leur détenteur. Les jarres hu pour boissons fermentées sont également très courantes. En ce qui concerne les ablutions d'eau, les verseuses he se répandent aux côtés des yi qui sont courantes depuis les périodes plus anciennes, et les plats pan pour récupérer l'eau sont de plus en plus attestés.

Vases rituels en bronze de la période des Zhou de l'Ouest.
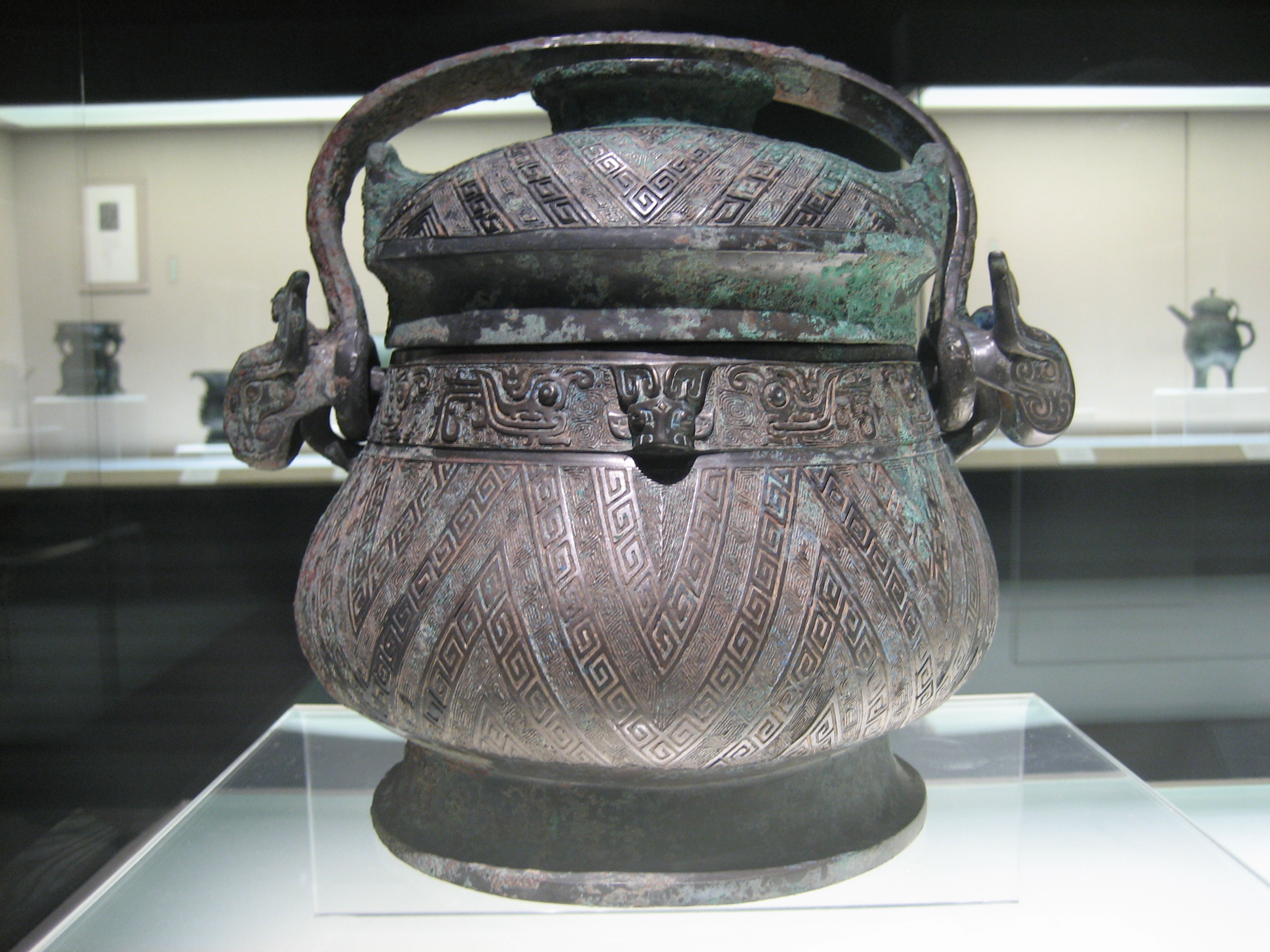
Vase you pour les boissons fermentées avec décor en « zigzag » et anses zoomorphes, débuts des Zhou de l'Ouest, Musée de Shanghai.
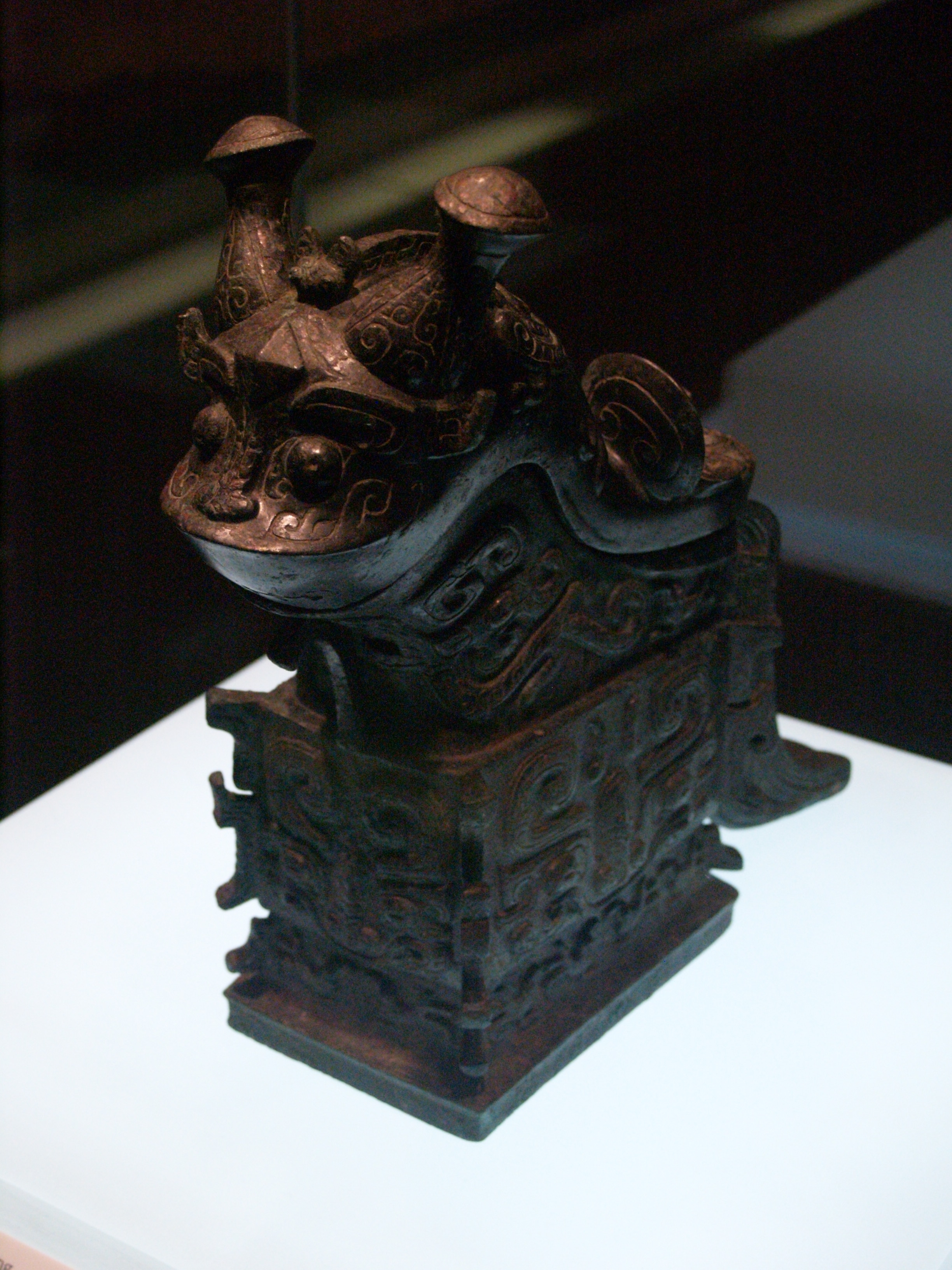
Vase gong pour verser les boissons fermentées en forme de dragon, période moyenne des Zhou de l'Ouest, Musée d'Histoire du Shaanxi.
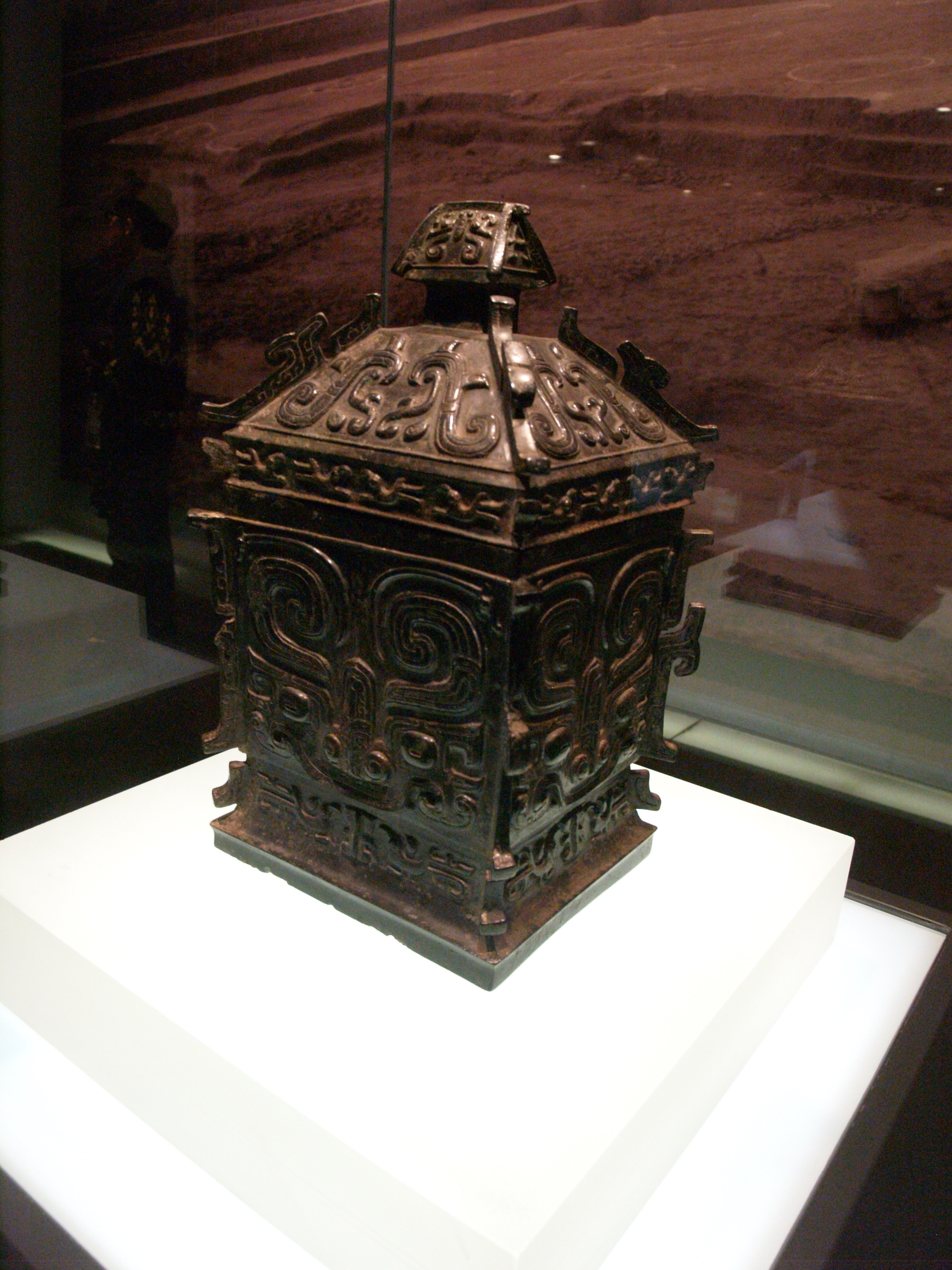
Vase fangyi (yi à section carrée) pour les boissons fermentées, période moyenne des Zhou de l'Ouest, Musée d'Histoire du Shaanxi.
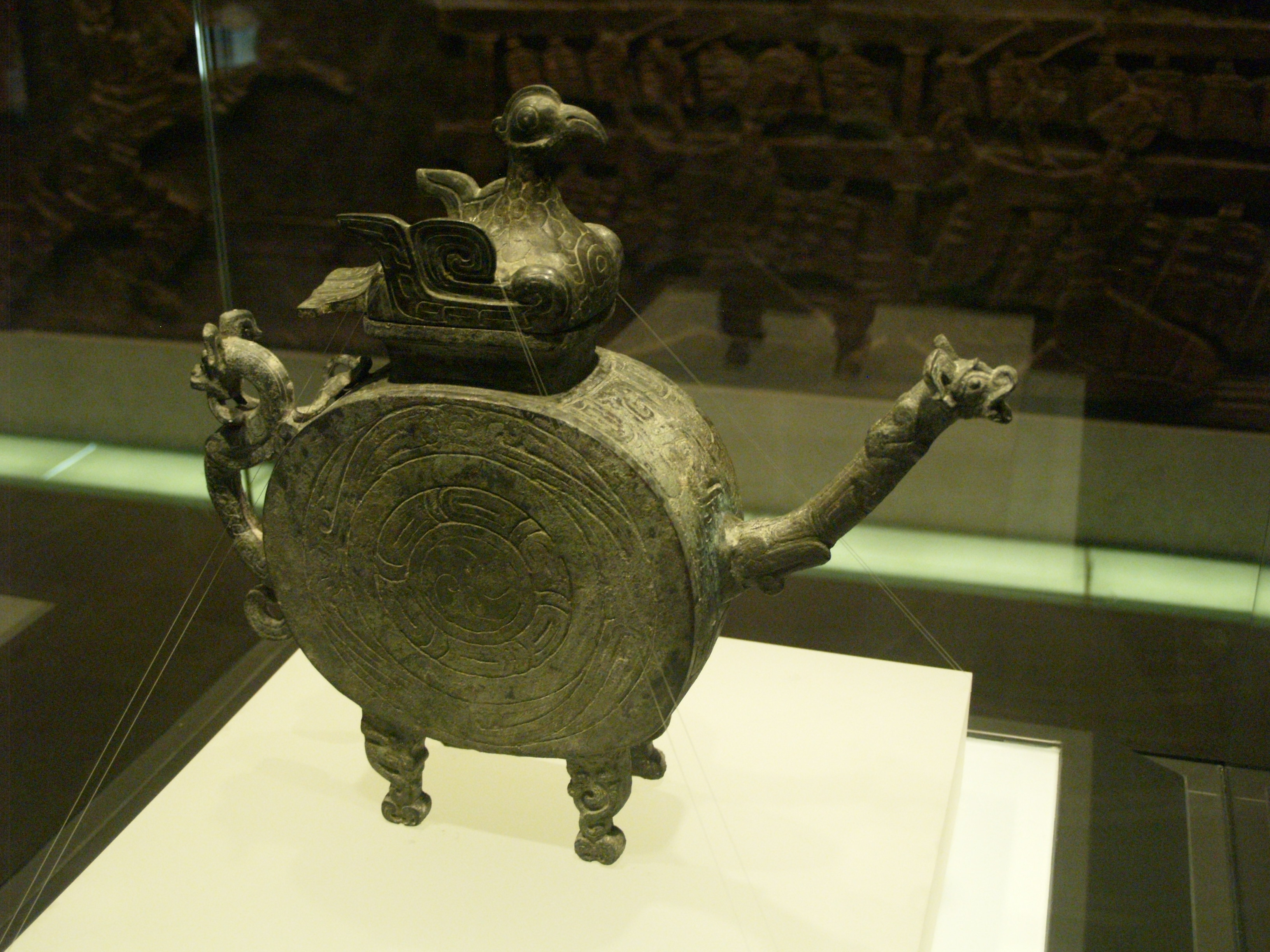
Verseuse he pour ablutions d'eau, anse et bec en forme de dragon, surmontée d'un oiseau, période moyenne ou finale des Zhou de l'Ouest, Musée d'Histoire du Shaanxi.
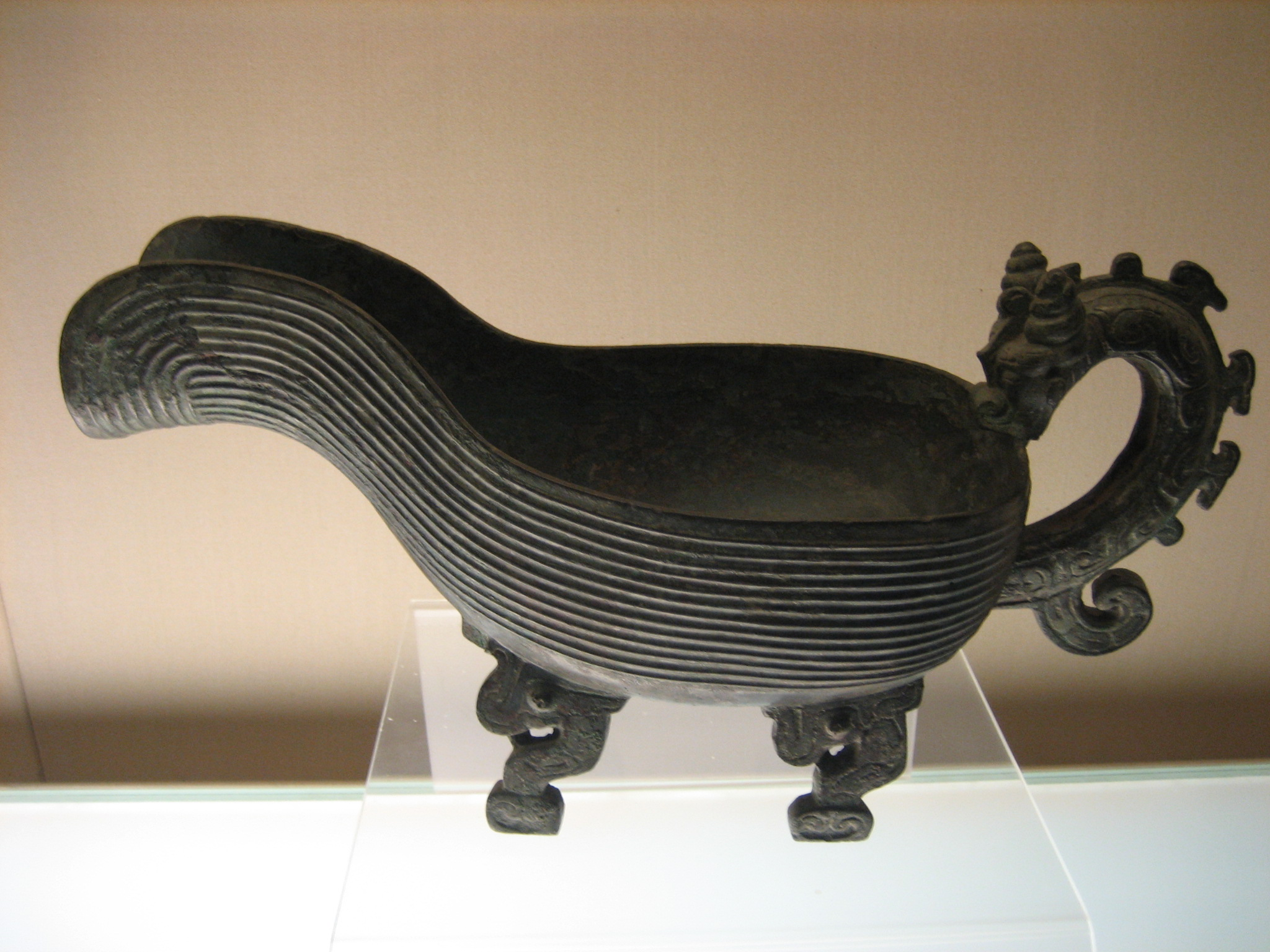
Verseuse yi pour ablutions d'eau du marquis de Qi à pieds zoomorphes et anse en forme de dragon, période finale des Zhou de l'Ouest, Musée de Shanghai.

En ce qui concerne les formes et décors des vases rituels, les tendances suivent celles des changements historiques et rituels :
- le premier siècle des Zhou de l'Ouest conserve les traditions héritées de la période Shang d'Anyang, même s'il y ajoute des influences méridionales venues de la région du Yangzi. Les vases sont souvent exubérants, avec des décors complexes, des arêtes épaisses, des formes animales courantes et diverses ;
- durant la phase moyenne en revanche, les vases zoomorphes sont de moins en moins courants, et les motifs animaux tendent à se concentrer sur les représentations de dragons ou d'oiseaux. Les surfaces sont en général plus lisses ;
- la période finale des Zhou de l'Ouest voit la disparition des motifs zoomorphes au profit de décors uniformisés de motifs géométriques et de lignes sinueuses (des « vagues »), tandis que les ornements des objets se développent, en particulier les anses qui deviennent plus grosses et élaborées, souvent en forme de dragons. Certaines évolutions semblent répondre à une volonté d'un style archaïsant, comme la réalisation de gui avec des socles carrés comme cela se faisait sous les Shang[103].

Les autres objets rituels en bronze courants dans la Chine antique sont les cloches. Là encore la période finale des Zhou de l'Ouest voit des changements notables survenir. Les cloches nao tenues à la main ou posées sur leur manche la bouche vers le haut, courantes sous les Shang, reculent au profit de types de cloches suspendues la bouche vers le bas et généralement regroupées en carillons (niuzhong, yongzhong, bo). Les plus courantes sont les yongzhong, sans doute originaires du Yangzi, qui ont la particularité d'être suspendues par un anneau situé sur leur manche, ce qui leur donne une suspension oblique et non verticale contrairement aux autres. Ces cloches ont en général une bouche à section en amande qui permet d'obtenir deux notes selon qu'on les frappe au centre ou sur les côtés. Leurs décors sont influencés par ceux des vases (dragons en hauts-reliefs, motifs sinueux).

### L'art du jade
Les objets en jade étaient prisés dans les tombes des Shang pour leurs fonctions protectrices, et étaient situés au plus près des corps des défunts. Durant la première phase des Zhou de l'Ouest, les tombes des élites présentent très peu voire pas du tout d'objets de ce type. Il s'agit comme à la période précédente d'amulettes zoomorphes, de plaques de forme incurvée, de disques bi, des sceptres ou des lames. Durant la période moyenne des Zhou de l'Ouest les objets en jade semblent être revenus en grâce, comme l'attestent les trouvailles des tombes de Baoji. Cet essor s'accompagne d'une diversification des types d'objets, notamment des représentations d'oiseaux, et surtout l'apparition de masques funéraires constitués de petites plaques de jade reproduisant les contours du visage, le nez, la bouche, les sourcils ou les yeux. Souvent accompagnés de colliers et pectoraux, ils connaissent une grande popularité durant la période finale des Zhou de l'Ouest. La tombe princière de Sanmenxia présente ainsi une grande collection d'objets en jade. Ces parures sont souvent constituées de segments en agate et plus rarement en or.

Objets en jade de la période des Zhou de l'Ouest.
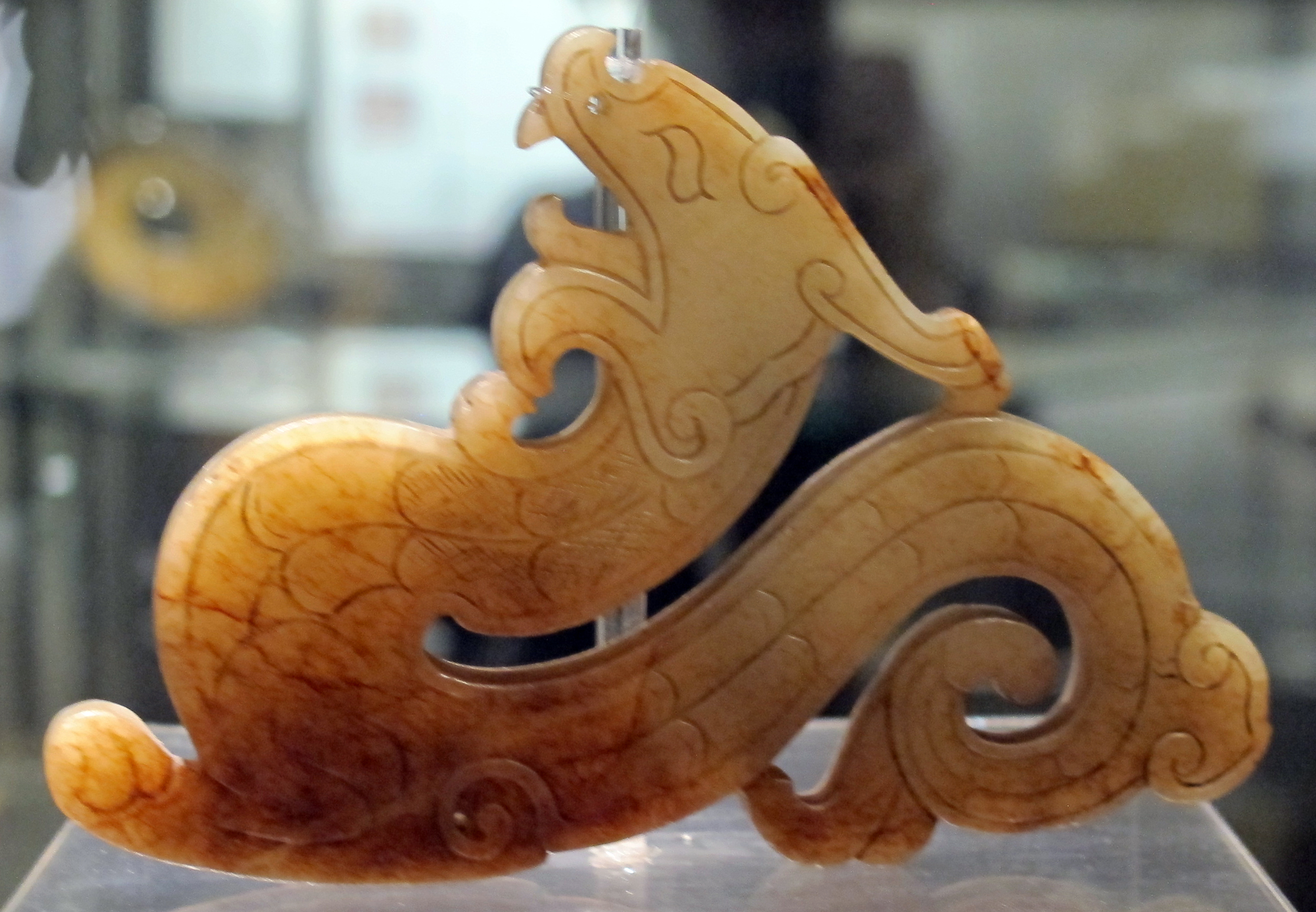
Plaque en jade en forme de dragon. Musée national d'Art oriental (Rome).
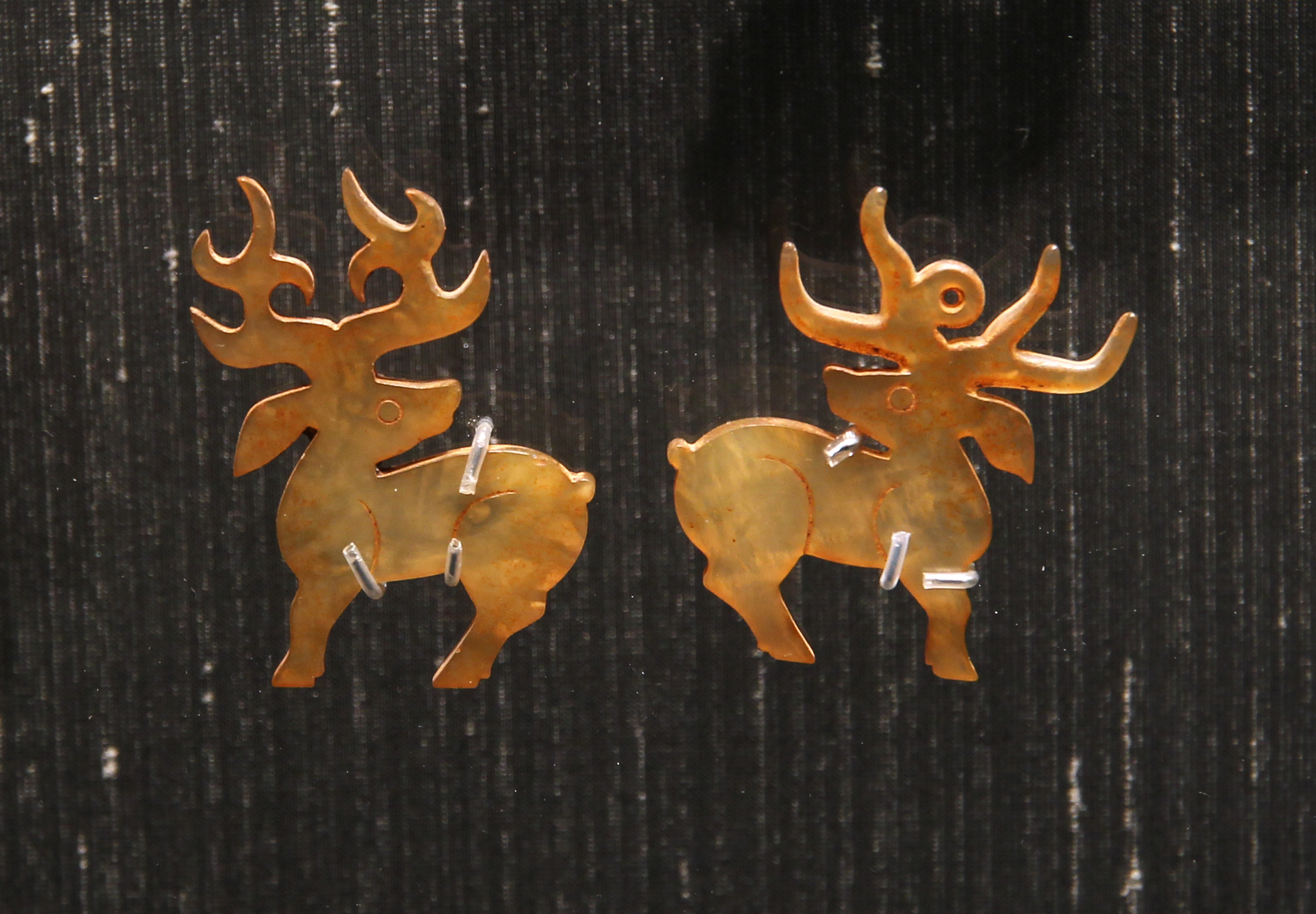
Paire de pendentifs en forme de cervidés. British Museum.
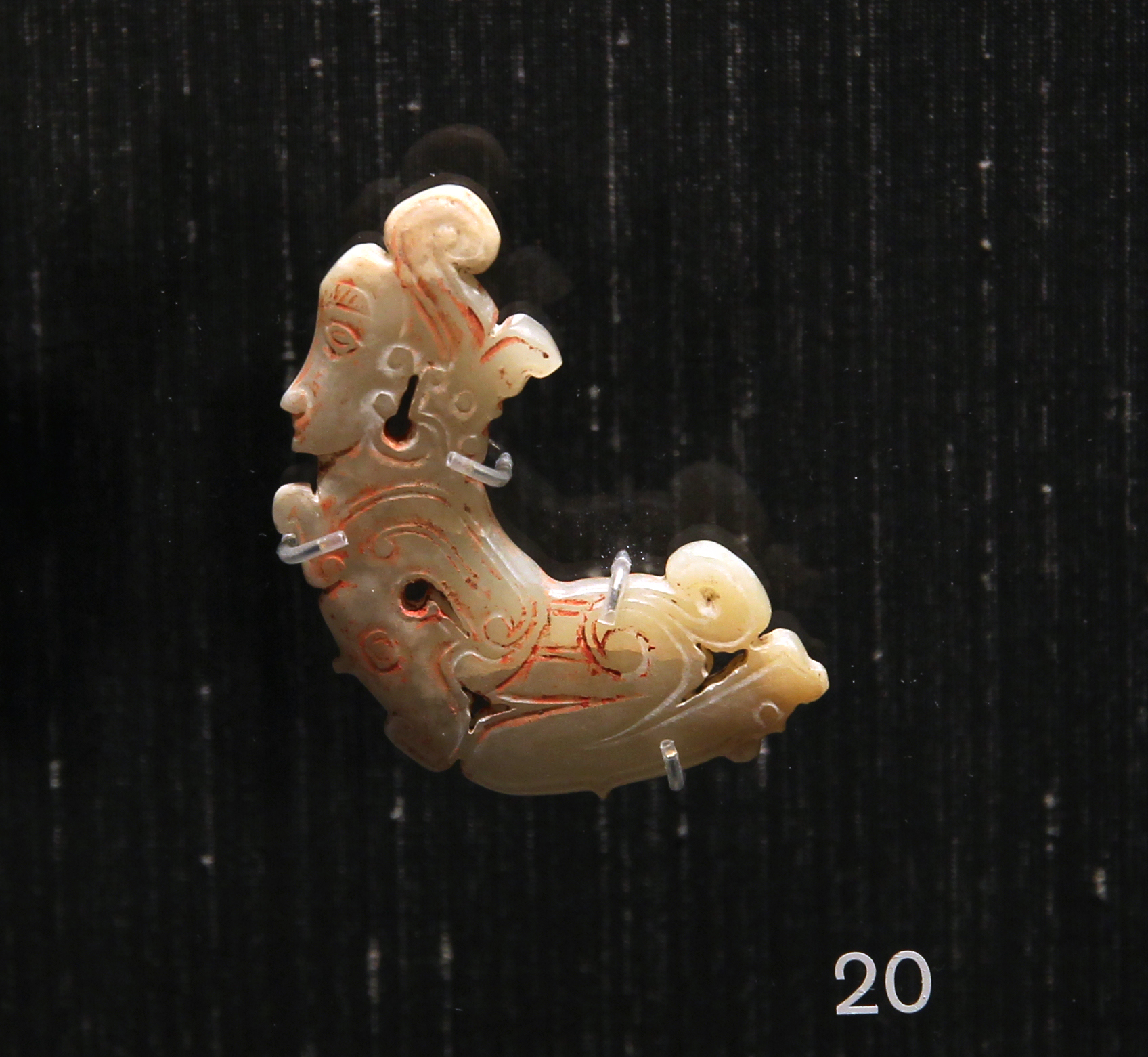
Pendentif de forme humaine. British Museum.

### Généralités sur la Chine ancienne
- Flora Blanchon, Arts et histoire de Chine : Volume 1, Paris, Presses Universitaires de Paris-Sorbonne, 1993
- Jacques Gernet, Le monde chinois, 1. De l'âge du bronze au Moyen Âge, 2100 av. J.-C.-Xe siècle après J.-C., Paris, Pocket, 2006
- Jacques Gernet, La Chine ancienne, Paris, PUF, coll. « Que sais-je ? », 2005, 10e éd.
- (en) Michael Loewe et Edward L. Shaughnessy (dir.), The Cambridge History of Ancient China, From the Origins of Civilization to 221 BC, Cambridge, Cambridge University Press, 1999
- (en) Li Feng, Early China : A Social and Cultural History, New York, Cambridge University Press, 2013, 367 p. (ISBN 978-0-521-71981-0)

### Synthèses sur la période
- (en) Cho-Yun Hsu et Katheryn M. Linduff, Western Zhou Civilization, New Haven et Londres, Yale University Press, coll. « Early Chinese Civilizations Series », 1988
- (en) Jessica Rawson, « Western Zhou Archaeology », dans Michael Loewe et Edward L. Shaughnessy (dir.), The Cambridge History of Ancient China, From the Origins of Civilization to 221 BC, Cambridge, Cambridge University Press, 1999, p. 352-449
- (en) Edward L. Shaughnessy, « Western Zhou History », dans Michael Loewe et Edward L. Shaughnessy (dir.), The Cambridge History of Ancient China, From the Origins of Civilization to 221 BC, Cambridge, Cambridge University Press, 1999, p. 292-351

### Institutions et société
- Gilles Boileau, Politique et Rituel dans la Chine Ancienne, Paris, Collège De France - Institut Des Hautes Etudes Chinoises, 2013
- (en) Li Feng, Landscape and Power in Early China : The Crisis and Fall of the Western Zhou 1045-771 BC, Cambridge, Cambridge University Press, 2006
- (en) Li Feng, Bureaucracy and the State in Early China : Governing the Western Zhou, Cambridge, Cambridge University Press, 2009
- (en) Lothar von Falkenhausen, Chinese society in the age of Confucius (1000-250 BC) : The archaeological evidence, Los Angeles, Cotsen institute of archaeology, University of California Press, coll. « Ideas, debates and perspectives », 2006
- Léon Vandermeersch, « La féodalité chinoise », dans Éric Bournazel et Jean-Pierre Poly (dir.), Les féodalités, Paris, PUF, coll. « Histoire générale des systèmes politiques », 1998, p. 647-681
- Léon Vandermeersch, Wangdao ou la Voie Royale : Recherches sur l'esprit des institutions de la Chine archaïque, Paris, Éditions You Feng Librairie & Editeur, 2009 (1re éd. 1977-1980)

### Religion
- (en) Robert Eno, « Shang State Religion and the Pantheon of the Oracle Texts », dans John Lagerwey et Marc Kalinowski (dir.), Early Chinese Religion, Part One: Shang through Han (1250 BC-220 AD), Leyde et Boston, Brill Academic Pub, 2009, p. 41-102
- (en) Martin Kern, « Bronze inscriptions, the Shijing and the Shangshu: The evolution of the ancestral sacrifice during the Western Zhou », dans John Lagerwey et Marc Kalinowski (dir.), Early Chinese Religion, Part One: Shang through Han (1250 BC-220 AD), Leyde et Boston, Brill Academic Pub, 2009, p. 143-200

### Art
- Colin Mackenzie, « La période des Zhou de l'Ouest (vers 1050-771 av. J.-C.) », dans Chine, la gloire des empereurs, Paris, Paris Musées, 2000, p. 68-121
- Lothar von Falkenhausen, « Les bronzes rituels des Zhou de l'Ouest (vers 1050-771 av. J.-C.) », dans Rites et festins de la Chine antique, Bronzes du Musée de Shanghai, Paris, Paris Musées, 1998, p. 95-104